# BMW serije 5
BMW serije 5 je automobil gornje srednje klase njemačke marke BMW i proizvodi se od 1972. godine.

## BMW E12
Prva generacija, model E12, se proizvodio od 1972. – 1981. godine.
- 1974. – 1981. 518 - 1,8 L, 89 KS (66 kW)
- 1972. – 1977. 520 - 2,0 L, 117 KS (86 kW)
- 1972. – 1977. 520i - 2,0 L, 127 KS (93 kW)
- 1973. – 1981. 525 - 2,5 L, 150 KS (110 kW)
- 1975. – 1978. 528 - 2,8 L, 180 KS (130 kW)
- 1978. – 1981. 528i - 2,8 L, 184 KS (135 kW)
- 1979. – 1981. M535i - 3,5 L, 221 KS (163 kW)

- BMW E12

## BMW E28
Druga generacija, model E28, se proizvodio od 1981. – 1988. godine. U drugoj generaciji takozvane "petice", BMW prvi puta predstavlja model M5, serijski automobil s trkaćim pedigreom, prva športska limuzina. Odlikovao ga je snažan motor koji je preuzet iz modela M1, uz dorađen ovjes i kočnice.
- 1984. – 1987. 518i- 1,8 L
- 1981. – 1987. 520i - 2,0 L
- 1983. – 1987. 524d - 2,4 L
- 1983. – 1987. 524td - 2,4 L
- 1981. – 1987. 525i - 2,5 L
- 1983. – 1987. 525e - 2,7 L
- 1981. – 1987. 528i - 2,8 L
- 1983. – 1987. 535i - 3,4 L, 182 KS (136 kW)
- 1985. – 1988. M5 - 3,5 L, 286 KS (212 kW)
- 1983. – 1987. 524d - 2,4 L
- 1983. – 1987. 524td - 2,4 L, 114 KS (85 kW)

- BMW E28

## BMW E34
Treća generacija, model E34, se proizvodio od 1988. – 1996. godine. U prvim modelima E34 dolazio je sa šesterocilindričnim 12 ventilskim motorima, kasnije su zamijenjeni 24 ventilskima. U BMW E34 uvedeni su i prvi "manji" V8 motori, 530i i 535i. BMW se modelom E34 518g okušao i u serijskom automobilu pogonjenom LPG gorivom, model nije zaživio komercijalizaciju.
BMW 540i bio je dostupan s automatskim mjenjačem i šesterobrzinskim ručnim mjenjačem. Takav model poznat pod 540i6 isporučivao se u Kanadu umjesto modela M5 zbog ekoloških normi koje klasičan M5 nije zadovoljavao. Ova limitirana serija zvala se M540i6. E34 serija 5 je nudila i BMW-ov xDrive pogon na sve kotače u 525iX modelu. BMW E34 M5 prvi je postavio standarde za športske limuzine tog i nadolazećeg vremena.
Ova generacija je bila tehnički napredna i imala je odlična vozna svojstva, također se pokazala sigurnom i vrlo pouzdanom. Mjenjači u ovoj seriji 5 su automatski s 4 i 5 stupnjeva proizvedeni od strane ZF kompanije i ručni s 5 i 6 stupnjeva proizvedeni od strane Getrag-a. BMW E34 serija 5 je prodana u preko 1,3 milijuna primjeraka.

### Usporedba s prethodnikom
Dok je E28 generacija izgledala kao povećani E12 model, E34 je potpuno drugačiji. Stražnja svijetla su dobila L oblik, naprijed su svijetla i pokazivači smjera stavljeni zajedno s bubrezima u masku, hauba nije "našiljena" već je smirenijeg dizajna. E34 je duži od prethodnika za 92 milimetra, širi za 51 milimetar te niži za 3 milimetra (limuzina). Međuosovinski razmak je 2760 mm odnosno 132 milimetra veći od E28 modela. Unutrašnjost je mnogo veća od prethonika što se vidi po središnjoj konzoli gdje ručna kočnica više ne zauzima cijeli prostor između sjedala.
- E28
- E34
- E28
- E34
- E28
- E34

### Modeli i motori

#### Benzinski modeli
518i

Osnovni model je imao 2 motora tijekom proizvodnje.

1989. – 1994. M40B18 - 1,8 L I4- 113 KS

1994. – 1996. M43B18 - 1,8 L I4- 115 KS

518g

Ovo je model pokretan s plinom. Motor je isti kao i u 518i modelu.

1995. – 1996. M43B18 - 1,8 L I4- 105/115 KS

520i

Prve dvije godine 520i model je imao M20 motor s 12 ventila a kasnije je zamijenjen novim M50 motorom s 24 ventila s 30 ks više. Od 1992. do kraja proizvodnje 520i je imao najjaču inačicu M50 motora, razvijao je jednaku snagu i okretni moment ali na nižim okretajima.

1988. – 1990. M20B20 - 2,0 L I6- 130 KS

1990. – 1992. M50B20 - 2,0 L I6- 150 KS

1992. – 1996. M50B20 - 2,0 L I6- 150 KS

525i

525i je imao 2,5 litrenu inačicu M20 motora a 1990. je zamijenjen M52 motorom kao i 520i model. Zadnje godine proizvodnje BMW je s 525i modelom učinio jednako kao i s 520i modelom, M50B25 motor je davao jednaku snagu i okretni moment na nižim okretajima.

1988. – 1990. M20B25 - 2,5 L I6- 170 KS

1990. – 1992. M50B25 - 2,5 L I6- 192 KS

1992. – 1996. M50B25 - 2,5 L I6- 192 KS

530i

Redni šestak s 12 ventila kodnog imena M30B30 je bio pod haubom 530i modela. Sljedeće dvije godine 530i se nije proizvodio ali se vratio 1992. i to s V8 motorom. Kodnog imena M60B30 s 32 ventila razvijao je 218 ks i 290 Nm okretnog momenta.

1988. – 1990. M30B30 - 3,0 L I6- 184 KS

1990. – 1992. nije se proizvodio

1992. – 1996. M60B30 - 3,0 L V8- 218 KS

535i

535i je imao M30 motor obujma 3,5 litre.

1988. – 1993. M30B35 - 3,5 L I6- 211 KS

540i

V8 motor obujma 4 litre se koristio u 540i modelu od kada je predstavljen 1992. godine pa do kraja proizvodnje.

1992. – 1996. M60B40 - 4,0 L V8- 286 KS

#### Dizelski modeli
524td

524td je predstavljen 1988. godine, M21 motor obujma 2,4 litre je razvijao 115 ks. Zamijenio ga je 525tds model.

1988. – 1991. M21D24 - 2,4 L I6- 115 KS

525td

Dvije godine nakon 525tds BMW je predstavio 525td inačicu pokretanu s oslabljenom verzijom M51 motora.

1993. – 1996. M51D25 - 2,5 L I6- 115 KS

525tds

Najjači dizelski model je imao 143 ks iz 2,5 litrenog rednog 6 motora.

1991. – 1996. M51D25 - 2,5 L I6- 143 KS

### Detaljne specifikacije
Izvor: automobile-catalog.com Pristupljeno 19. ožujka 2011.

#### Benzinski modeli
| Model |
| --- |
| 1989-1994 518i Motor/Mjenjač Cilindri/ventili - 4/2 Obujam u ccm - 1796 Najveća snaga u kW pri 1/min - 83 (113)/5500 Najveći okretni moment u Nm pri 1/min - 162/4250 Performanse Najveća brzina (km/h) - 191 Ubrzanje 0 - 100 km/h (s) - 14,1 Potrošnja goriva (l/100 km) Gradska - 11,6 Izvan gradska - 6,8 Kombinirana - 8,7  |
| 1994-1996 518i Motor/Mjenjač Cilindri/ventili - 4/2 Obujam u ccm - 1796 Najveća snaga u kW pri 1/min - 85 (115)/5500 Najveći okretni moment u Nm pri 1/min - 168/3900 Performanse Najveća brzina (km/h) - 198 Ubrzanje 0 - 100 km/h (s) - 12,3 Potrošnja goriva (l/100 km) Gradska - 10,5 Izvan gradska - 6,0 Kombinirana - 7,9  |
| 1988-1990 520i Motor/Mjenjač Cilindri/ventili - 6/2 Obujam u ccm - 1991 Najveća snaga u kW pri 1/min - 95 (129)/5500 Najveći okretni moment u Nm pri 1/min - 164/4300 Performanse Najveća brzina (km/h) - 203 Ubrzanje 0 - 100 km/h (s) - 11,9 Potrošnja goriva (l/100 km) Gradska - 13,5 Izvan gradska - 7,4 Kombinirana - 8,8  |
| 1990-1992 520i Motor/Mjenjač Cilindri/ventili - 6/4 Obujam u ccm - 1991 Najveća snaga u kW pri 1/min - 110 (150)/6000 Najveći okretni moment u Nm pri 1/min - 190/4700 Performanse Najveća brzina (km/h) - 211 Ubrzanje 0 - 100 km/h (s) - 10,6 Potrošnja goriva (l/100 km) Gradska - 13,9 Izvan gradska - 6,9 Kombinirana - 8,5 |
| 1992-1996 520i Motor/Mjenjač Cilindri/ventili - 6/4 Obujam u ccm - 1991 Najveća snaga u kW pri 1/min - 110 (150)/5900 Najveći okretni moment u Nm pri 1/min - 190/4200 Performanse Najveća brzina (km/h) - 211 Ubrzanje 0 - 100 km/h (s) - 10,6 Potrošnja goriva (l/100 km) Gradska - 11,6 Izvan gradska - 6,9 Kombinirana - 8,3 |
| 1988-1990 525i Motor/Mjenjač Cilindri/ventili - 6/2 Obujam u ccm - 2494 Najveća snaga u kW pri 1/min - 125 (190)/5800 Najveći okretni moment u Nm pri 1/min - 222/4300 Performanse Najveća brzina (km/h) - 221 Ubrzanje 0 - 100 km/h (s) - 9,5 Potrošnja goriva (l/100 km) Gradska - 12,9 Izvan gradska - 6,8 Kombinirana - 8,1  |
| 1990-1992 525i Motor/Mjenjač Cilindri/ventili - 6/4 Obujam u ccm - 2494 Najveća snaga u kW pri 1/min - 141 (192)/6000 Najveći okretni moment u Nm pri 1/min - 245/4700 Performanse Najveća brzina (km/h) - 230 Ubrzanje 0 - 100 km/h (s) - 8,8 Potrošnja goriva (l/100 km) Gradska - ? Izvan gradska - ? Kombinirana - ?         |
| 1992-1996 525i Motor/Mjenjač Cilindri/ventili - 6/4 Obujam u ccm - 2494 Najveća snaga u kW pri 1/min - 141 (192)/5900 Najveći okretni moment u Nm pri 1/min - 245/4200 Performanse Najveća brzina (km/h) - 230 Ubrzanje 0 - 100 km/h (s) - 8,8 Potrošnja goriva (l/100 km) Gradska - ? Izvan gradska - ? Kombinirana - ?         |
| 1988-1990 530i Motor/Mjenjač Cilindri/ventili - 6/2 Obujam u ccm - 2986 Najveća snaga u kW pri 1/min - 135 (184)/5800 Najveći okretni moment u Nm pri 1/min - 260/4000 Performanse Najveća brzina (km/h) - 227 Ubrzanje 0 - 100 km/h (s) - 8,6 Potrošnja goriva (l/100 km) Gradska - 15,4 Izvan gradska - 7,4 Kombinirana - 9,1  |
| 1992-1996 530i Motor/Mjenjač Cilindri/ventili - 8/4 Obujam u ccm - 2997 Najveća snaga u kW pri 1/min - 160 (218)/5800 Najveći okretni moment u Nm pri 1/min - 290/4500 Performanse Najveća brzina (km/h) - 235 Ubrzanje 0 - 100 km/h (s) - 7,9 Potrošnja goriva (l/100 km) Gradska - ? Izvan gradska - ? Kombinirana - ?         |
| 1988-1993 535i Motor/Mjenjač Cilindri/ventili - 6/2 Obujam u ccm - 3430 Najveća snaga u kW pri 1/min - 155 (211)/5700 Najveći okretni moment u Nm pri 1/min - 305/4000 Performanse Najveća brzina (km/h) - 235 Ubrzanje 0 - 100 km/h (s) - 7,6 Potrošnja goriva (l/100 km) Gradska - ? Izvan gradska - ? Kombinirana - ?         |
| 1992-1996 540i Motor/Mjenjač Cilindri/ventili - 8/4 Obujam u ccm - 3982 Najveća snaga u kW pri 1/min - 210 (286)/5800 Najveći okretni moment u Nm pri 1/min - 400/4500 Performanse Najveća brzina (km/h) - 240 Ubrzanje 0 - 100 km/h (s) - 6,8 Potrošnja goriva (l/100 km) Gradska - 16,9 Izvan gradska - 7,6 Kombinirana - 9,6  |

#### Dizelski modeli
| Model |
| --- |
| 1988-1991 524td Motor/Mjenjač Cilindri/ventili - 6/2 Obujam u ccm - 2443 Najveća snaga u kW pri 1/min - 85 (115)/4800 Najveći okretni moment u Nm pri 1/min - 220/2400 Performanse Najveća brzina (km/h) - 192 Ubrzanje 0 - 100 km/h (s) - 12,9 Potrošnja goriva (l/100 km) Gradska - 9,5 Izvan gradska - 5,1 Kombinirana - 6,6   |
| 1993-1996 525td Motor/Mjenjač Cilindri/ventili - 6/2 Obujam u ccm - 2497 Najveća snaga u kW pri 1/min - 85 (115)/4800 Najveći okretni moment u Nm pri 1/min - 222/1900 Performanse Najveća brzina (km/h) - 194 Ubrzanje 0 - 100 km/h (s) - 12,9 Potrošnja goriva (l/100 km) Gradska - 9,3 Izvan gradska - 5,2 Kombinirana - 6,9   |
| 1991-1996 525tds Motor/Mjenjač Cilindri/ventili - 6/2 Obujam u ccm - 2497 Najveća snaga u kW pri 1/min - 105 (143)/4800 Najveći okretni moment u Nm pri 1/min - 260/2200 Performanse Najveća brzina (km/h) - 207 Ubrzanje 0 - 100 km/h (s) - 11,0 Potrošnja goriva (l/100 km) Gradska - 9,1 Izvan gradska - 5,1 Kombinirana - 6,9 |

## BMW E39
Četvrta generacija, model E39, se proizvodio od 1995. – 2003. godine kao limuzina te od 1997. – 2004. kao karavan. Jedan je od najuspješnijih BMW-ovih modela u povijesti, prodan ju u preko 1,45 milijuna primjeraka. Karavanska inačica na tržište je došla tek 1997. godine. Facelift modela dogodio se 2001. godine, promjene su izvana zahvatile prednje i stražnje farove, branike i maglenke, unutrašnosti je lagano poboljšana a opremi je nadograđena poput navigacije kojoj je ekran omjera 4:3 zamijenjen novim 16:9. Mnogi motori poput onog u 535i ili 540i bili su zamijenjeni novijom generacijom motora koji su se mogli odlikovat većom elastičnošću i manjom potrošnjom, no zadržali su istu snagu. Ova generacija je imala aluminijski ovjes, 40% kruću šasiju a pomoću računalnih programa napravljenje su sigurnosne zone za veću sigurnost. Mjenjači ugrađivani u ovu seriju 5 su ručni s 5 i 6 stupnjeva te automatski s 4 odnosno 5 stupnjeva prijenosa.

### Modeli i motori

#### Benzinski modeli
520i

Osnovni model je 520i što znači da je 518i model poslan u povijest. Do 1998. godine korišten je M52 motor, a do 2000. godine korišten je isti M52 motor ali nadograđen dvostrukim VANOS-om. Od 2000. godine pa do kraja proizvodnje 520i je imao tada novi 2,2 litreni M54 motor sa 170 ks.

1995. – 1998. M52B20 - 2,0 L I6- 150 KS

1998. – 2000. M52B20 - 2,0 L I6- 150 KS

2000. – 2003. M54B22 - 2,2 L I6- 170 KS

523i

523i je imao M52 motor obujma 2,5 litre. Nadograđen je 1998. godine premda razvija isti broj konjskih snaga i okretnog momenta. 2000. godine je oznaka 523i ukinuta.

1995. – 1998. M52B25 - 2,5 L I6- 170 KS

1998. – 2000. M52B25 - 2,5 L I6- 170 KS

525i

Popularna 525i oznaka u E39 seriji koristi motor s oznakom M54 sa 2,5 litre. Razvija 192 ks i 245 Nm okretnog momenta.

2000. – 2003. M54B25 - 2,5 L I6- 192 KS

528i

BMW je nakon 8 godina vratio 528i inačicu, M52 motor s 2,8 litara je razvijao 193 ks. 1998. godine je nadograđen ali bez obzira na to poput 523i modela razvija jednako snage i okretnog momenta.

1995. – 1998. M52B28 - 2,8 L I6- 193 KS

1998. – 2000. M52B28 - 2,8 L I6- 193 KS

530i

530i je najjači model s rednim 6 motorom.

2000. – 2003. M54B30 - 3,0 L I6- 231 KS

535i

M62 motor obujma 3,5 litara je pokretao 535i model. 1998. godine M62 motor je nadograđen i koristio se do kraja proizvodnje. 535i model se proizvodio samo kao limuzina.

1996. – 1998. M62B35 - 3,5 L V8- 235 KS

1998. – 2003. M62B35 - 3,5 L V8- 245 KS

540i

Ovaj model je pokretao isti motor kao i 535i ali u B44 inačici. 4,4 litreni V8 je nadograđen 1998. godine.

1996. – 1998. M62B44 - 4,4 L V8- 286 KS

1998. – 2003. M62B44 - 4,4 L V8- 286 KS

#### Dizelski modeli
520d

520d je osnovni dizelski model.

2000. – 2003. M47D20 - 2,0 L I4- 136 KS

525tds/d

Najjača i najnovija inačica M51 motora se ugrađivala u 525tds model koji je ukinut 2000. godine kada je zamijenjen 525d modelom. Novi M57D25 motor se 163 ks koristio u 525d modelu.

525tds 1996. – 2000. M51D25S - 2,5 L I6- 143 KS

525d 2000. – 2003. M57D25 - 2,5 L I6- 163 KS

530d

Po prvi puta BMW je predstavio 530d model. Trolitrena inačica tada tek predstavljenog M57 motora je proizvodila 184 ks i 390 Nm a nadograđena je 2000. godine na 193 ks i 410 Nm.

1998. – 2000. M57D30 - 3,0 L I6- 184 KS

2000. – 2003. M57D30 - 3,0 L I6- 193 KS

### Detaljne Specifikacije
Izvor: automobile-catalog.com Pristupljeno 20. ožujka 2011.

#### Benzinski modeli
| Model |
| --- |
| 1995-1998 520i Motor/Mjenjač Cilindri/ventili - 6/4 Obujam u ccm - 1991 Najveća snaga u kW pri 1/min - 110 (150)/5900 Najveći okretni moment u Nm pri 1/min - 190/4200 Performanse Najveća brzina (km/h) - 220 Ubrzanje 0 - 100 km/h (s) - 10,2 Potrošnja goriva (l/100 km) Gradska - 13,0 Izvan gradska - 6,8 Kombinirana - 9,1 |
| 1998-2000 520i Motor/Mjenjač Cilindri/ventili - 6/4 Obujam u ccm - 1991 Najveća snaga u kW pri 1/min - 110 (150)/5900 Najveći okretni moment u Nm pri 1/min - 190/3500 Performanse Najveća brzina (km/h) - 220 Ubrzanje 0 - 100 km/h (s) - 10,2 Potrošnja goriva (l/100 km) Gradska - 12,6 Izvan gradska - 6,9 Kombinirana - 9,0 |
| 2000-2003 520i Motor/Mjenjač Cilindri/ventili - 6/4 Obujam u ccm - 2171 Najveća snaga u kW pri 1/min - 125 (170)/6100 Najveći okretni moment u Nm pri 1/min - 210/3500 Performanse Najveća brzina (km/h) - 226 Ubrzanje 0 - 100 km/h (s) - 9,1 Potrošnja goriva (l/100 km) Gradska - 12,2 Izvan gradska - 7,1 Kombinirana - 9,0  |
| 1995-1998 523i Motor/Mjenjač Cilindri/ventili - 6/4 Obujam u ccm - 2494 Najveća snaga u kW pri 1/min - 125 (170)/5500 Najveći okretni moment u Nm pri 1/min - 245/3950 Performanse Najveća brzina (km/h) - 228 Ubrzanje 0 - 100 km/h (s) - 8,5 Potrošnja goriva (l/100 km) Gradska - 13,8 Izvan gradska - 7,3 Kombinirana - 9,7  |
| 1998-2000 523i Motor/Mjenjač Cilindri/ventili - 6/4 Obujam u ccm - 2494 Najveća snaga u kW pri 1/min - 125 (170)/5500 Najveći okretni moment u Nm pri 1/min - 245/3500 Performanse Najveća brzina (km/h) - 228 Ubrzanje 0 - 100 km/h (s) - 8,5 Potrošnja goriva (l/100 km) Gradska - 13,1 Izvan gradska - 7,2 Kombinirana - 9,4  |
| 2000-2003 525i Motor/Mjenjač Cilindri/ventili - 6/4 Obujam u ccm - 2494 Najveća snaga u kW pri 1/min - 141 (192)/6000 Najveći okretni moment u Nm pri 1/min - 245/3500 Performanse Najveća brzina (km/h) - ? Ubrzanje 0 - 100 km/h (s) - 8,1 Potrošnja goriva (l/100 km) Gradska - ? Izvan gradska - ? Kombinirana - ?           |
| 1995-1998 528i Motor/Mjenjač Cilindri/ventili - 6/4 Obujam u ccm - 2793 Najveća snaga u kW pri 1/min - 142 (193)/5300 Najveći okretni moment u Nm pri 1/min - 280/3950 Performanse Najveća brzina (km/h) - 236 Ubrzanje 0 - 100 km/h (s) - 7,5 Potrošnja goriva (l/100 km) Gradska - 14,2 Izvan gradska - 7,4 Kombinirana - 9,9  |
| 1998-2000 528i Motor/Mjenjač Cilindri/ventili - 6/4 Obujam u ccm - 2793 Najveća snaga u kW pri 1/min - 142 (193)/5500 Najveći okretni moment u Nm pri 1/min - 280/3500 Performanse Najveća brzina (km/h) - 240 Ubrzanje 0 - 100 km/h (s) - 7,5 Potrošnja goriva (l/100 km) Gradska - 13,6 Izvan gradska - 7,2 Kombinirana - 9,6  |
| 2000-2003 530i Motor/Mjenjač Cilindri/ventili - 6/4 Obujam u ccm - 2979 Najveća snaga u kW pri 1/min - 170 (231)/5900 Najveći okretni moment u Nm pri 1/min - 300/3500 Performanse Najveća brzina (km/h) - 250 Ubrzanje 0 - 100 km/h (s) - 7,1 Potrošnja goriva (l/100 km) Gradska - 13,1 Izvan gradska - 7,4 Kombinirana - 9,5  |
| 1996-1998 535i Motor/Mjenjač Cilindri/ventili - 8/4 Obujam u ccm - 3498 Najveća snaga u kW pri 1/min - 173 (235)/5700 Najveći okretni moment u Nm pri 1/min - 320/3300 Performanse Najveća brzina (km/h) - 247 Ubrzanje 0 - 100 km/h (s) - 7,0 Potrošnja goriva (l/100 km) Gradska - 18,0 Izvan gradska - 8,4 Kombinirana - 11,9 |
| 1998-2003 535i Motor/Mjenjač Cilindri/ventili - 8/4 Obujam u ccm - 3498 Najveća snaga u kW pri 1/min - 180 (245)/5800 Najveći okretni moment u Nm pri 1/min - 345/3800 Performanse Najveća brzina (km/h) - 250 Ubrzanje 0 - 100 km/h (s) - 6,9 Potrošnja goriva (l/100 km) Gradska - 17,5 Izvan gradska - 8,5 Kombinirana - 11,8 |
| 1996-1998 540i Motor/Mjenjač Cilindri/ventili - 8/4 Obujam u ccm - 4398 Najveća snaga u kW pri 1/min - 210 (286)/5700 Najveći okretni moment u Nm pri 1/min - 420/3900 Performanse Najveća brzina (km/h) - 250 Ubrzanje 0 - 100 km/h (s) - 6,2 Potrošnja goriva (l/100 km) Gradska - 18,8 Izvan gradska - 8,5 Kombinirana - 12,3 |
| 1998-2003 540i Motor/Mjenjač Cilindri/ventili - 8/4 Obujam u ccm - 4398 Najveća snaga u kW pri 1/min - 210 (286)/5400 Najveći okretni moment u Nm pri 1/min - 440/3600 Performanse Najveća brzina (km/h) - 250 Ubrzanje 0 - 100 km/h (s) - 6,2 Potrošnja goriva (l/100 km) Gradska - ? Izvan gradska - ? Kombinirana - ?         |

#### Dizelski modeli
| Model |
| --- |
| 2000-2003 520d Motor/Mjenjač Cilindri/ventili - 4/4 Obujam u ccm - 1995 Najveća snaga u kW pri 1/min - 100 (136)/4000 Najveći okretni moment u Nm pri 1/min - 280/1750 Performanse Najveća brzina (km/h) - 206 Ubrzanje 0 - 100 km/h (s) - 10,6 Potrošnja goriva (l/100 km) Gradska - 7,8 Izvan gradska - 4,7 Kombinirana - 5,8    |
| 1996-2000 525td Motor/Mjenjač Cilindri/ventili - 6/2 Obujam u ccm - 2498 Najveća snaga u kW pri 1/min - 85 (115)/4800 Najveći okretni moment u Nm pri 1/min - 230/1900 Performanse Najveća brzina (km/h) - ? Ubrzanje 0 - 100 km/h (s) - 11,9 Potrošnja goriva (l/100 km) Gradska - ? Izvan gradska - ? Kombinirana - ?            |
| 1996-2000 525tds Motor/Mjenjač Cilindri/ventili - 6/2 Obujam u ccm - 2498 Najveća snaga u kW pri 1/min - 105 (143)/4600 Najveći okretni moment u Nm pri 1/min - 280/2200 Performanse Najveća brzina (km/h) - 211 Ubrzanje 0 - 100 km/h (s) - 10,4 Potrošnja goriva (l/100 km) Gradska - 10,7 Izvan gradska - 5,8 Kombinirana - 7,6 |
| 2000-2003 525d Motor/Mjenjač Cilindri/ventili - 6/4 Obujam u ccm - 2498 Najveća snaga u kW pri 1/min - 120 (163)/4000 Najveći okretni moment u Nm pri 1/min - 350/2000 Performanse Najveća brzina (km/h) - 211 Ubrzanje 0 - 100 km/h (s) - 8,9 Potrošnja goriva (l/100 km) Gradska - 10,7 Izvan gradska - 5,8 Kombinirana - 7,6    |
| 1998-2000 530d Motor/Mjenjač Cilindri/ventili - 6/4 Obujam u ccm - 2926 Najveća snaga u kW pri 1/min - 135 (184)/4000 Najveći okretni moment u Nm pri 1/min - 390/1750 Performanse Najveća brzina (km/h) - 225 Ubrzanje 0 - 100 km/h (s) - 8,1 Potrošnja goriva (l/100 km) Gradska - 9,8 Izvan gradska - 5,7 Kombinirana - 7,2     |
| 2000-2003 530d Motor/Mjenjač Cilindri/ventili - 6/4 Obujam u ccm - 2926 Najveća snaga u kW pri 1/min - 142 (193)/4000 Najveći okretni moment u Nm pri 1/min - 410/1750 Performanse Najveća brzina (km/h) - 230 Ubrzanje 0 - 100 km/h (s) - 7,8 Potrošnja goriva (l/100 km) Gradska - 9,7 Izvan gradska - 5,6 Kombinirana - 7,1     |

## BMW E60
Prošla generacija serije 5 je prema mnogim recenzijama najbolja u klasi, nakon 8 godina i preko 1,4 milijuna prodanih BMW se odlučio da peta generacija učini korak više i donese nove standarde u klasi. Prikazan 2003. godine zamijenio je E39 model, sredinom 2010. godine naslijedio ga je F10/F11 model. Kada je E60 predstavljen mnogima se nije svidio njegov izgled, nakon mnogo kritiziranja E60 je ipak postao jako popularan među BMW fanovima i prodan je u više primjeraka nego prethodnici.

### Usporedba s prethodnikom
Dok je prethodnik bio prilično sličan seriji 7, E60 model je različit od ostalih BMW a glavni čovjek za to je dizajner Chris Bangle.
Nova limuzina je duža za 66 mm i viša za 33 mm dok je karavan duži 37 mm i viši 55 mm. Nova petica je šira za 45 mm i prosječno teža 100 kg.
Cijeli dizajn je drugačiji od prošlog modela, pa je tako izvana mnogo zaobljeniji a iznutra više nije središnja konzola okrenuta prema vozaču već je totalno ravna. Također iDrive sistem je omogućio da unutrašnjost bude bez previše tipki i komplicirana. Nova petica je također donijela nove motore i mjenjače a i raznu opremu poput Head-Up Display-a.
- E39
- E39
- E39

### Facelift
2007. godine petica osvježena, za razliku od serije 7 E65 kod koje je preinake lako prepoznati, E60 model je praktički ostao isti premda su promijenjeni odbojnici i unutrašnjost. Najveća promjena je ispod haube, neki motori su nadograđeni a neki su zamijenjeni novima.

### Modeli i motori
BMW E60/61 je tijekom svoje proizvodnje koristio čak 24 različita motora u 13 modela. Sjeverna Amerika je imala 528i i 535i modele zbog emisije štetnih plinova. Prvi redni 4 motor je predstavljen 2005. godine u 520d modelu a kasnije i u osvježenom 520i benzincu.

#### Benzinski modeli
520i

Osnovni model je u ponudi bio od samog početka prodaje i koristio je motor iz prethodne generacije i ručni mijenjač, zamijenio ga je 523i model 2005. godine. 2007. godine je opet predstavljen 520i, ovoga puta umjesto 6 cilindara ispod haube je ugrađen N43 motor s 4 cilindra koji razvija jednaku snagu od 170 ks, novi 520i se mogao kupiti i s automatskim mjenjačem.

2003. – 2005. M54B22 - 2,2 L I6- 170 KS

2005. – 2007. nije se proizvodio

2007. – 2010. N43B20 - 2,0 L I4- 170 KS

523i

523i je 2005. godine zamijenio 520i i tako postao osnovni benzinski model. 2007. godine BMW je vratio 520i model pa je 523i nadograđen s novim 2,5 litarskim rednim 6 motorem koji razvija 13 ks više.

2005. – 2007. N52B25 - 2,5 L I6- 177 KS

2007. – 2010. N53B25 - 2,5 L I6- 190 KS

525i

525i je koristio 3 različita motora tijekom proizvodnje, prvi modeli su imali M54 motor iz E39 serije 5 a zatim novi N52 motor s više snage. Poslije facelifta 525i koristi novi N53 motor obujma 3 litre.

2003. – 2005. M54B25 - 2,5 L I6- 184 KS

2005. – 2007. N52B25 - 2,5 L I6- 218 KS

2007. – 2010. N53B30 - 3,0 L I6- 218 KS

530i

Ovaj model koristi iste motore kao i 525i samo u jačim inačicama.

2003. – 2005. M54B30 - 3,0 L I6- 231 KS

2005. – 2007. N52B30 - 3,0 L I6- 258 KS

2007. – 2010. N53B30 - 3,0 L I6- 272 KS

540i

V8 motor obujma 4 litre se koristio u 540i modelu od kada je predstavljen 2005. godine pa do kraja proizvodnje.

2005. – 2010. N62B40 - 4,0 L V8- 306 KS

545i

545i je bio najjači model u ponudi E60 serije 5, ukinut je dolaskom 550i modela.

2003. – 2005. N62B44 - 4,4 L V8- 333 KS

550i

Od 2005. godine N62 V8 motor je doživio svoju posljednju nadogradnju, B48. S 4,8 litara obujma i 367 ks snage ugrađivao se u 550i model koji je postao najjači model u E60 seriji 5.

2005. – 2010. N62B48 - 4,8 L V8- 367 KS

Modeli u Sjevernoj Americi
528i

2007. godine 528i je zamijenio 525i model u Sjevernoj Americi.

2007. – 2010. N52B30 - 3,0 L I6- 230 KS
535i

Novi N54 motor s dvije turbine se ugrađivao u 535i model koji je dostupan samo na tržištu Sjeverne Amerike.

2008. – 2010. N54B30 - 3,0 L I6 Twin Turbo- 306 KS

Dizelski modeli
520d

520d je predstavljen 2005. godine, M47 motor je razvijao 163 ks. 2007. godine 520d je dobio novi dizelski N47 motor.

2005. – 2007. M47D20 - 2,0 L I4- 163 KS

2007. – 2010. N47D20 - 2,0 L I4- 177 KS

Ostali modeli koriste M57 motor u različitim inačicama.

525d

2004. – 2007. M57D25 - 2,5 L I6- 177 KS

2007. – 2010. M57D30 - 3,0 L I6- 197 KS

530d

2003. – 2005. M57D30 - 3,0 L I6- 218 KS

2005. – 2007. M57D30 - 3,0 L I6- 231 KS

2007. – 2010. M57D30 - 3,0 L I6- 235 KS

535d

2004. – 2007. M57D30 - 3,0 L I6- 272 KS

2007. – 2010. M57D30 - 3,0 L I6- 286 KS

### Detaljne Specifikacije

#### Benzinski modeli
| Model |
| --- |
| 2003-2005 520i Dimenzije/Težina Duljina/širina/visina/međuosovinski razmak (mm) - 4841 / 1846 / 1468 / 2888 Krug okretanja (m) - 11,4 Masa neopterećenog vozila EU (kg) - 1560 Dopušteno opterećenje (kg) - 540 Najveća dopuštena masa (kg) - 2025 Dopušteno opterećenje prednje i stražnje osovine (kg) - 980 / 1130 Kapacitet prtljažnika (l) - 520 Motor/Mjenjač Cilindri/ventili - 6/4 Obujam u ccm - 2171 Hod/promjer u mm - 72,0/80,0 Najveća snaga u kW pri 1/min - 125 (170)/6100 Najveći okretni moment u Nm pri 1/min - 210/3500 Mjenjač - ručni sa 6 stupnjeva Kotači Dimenzije prednjih guma - 225/55 R16 95W Dimenzije stražnjih guma - 225/55 R16 95W Dimenzije prednjih kotača - 7,0 J x 16 legura aluminja Dimenzije stražnjih lotača - 7,0 J x 16 legura aluminja Performanse Vuča (cw) - 0,26 Najveća brzina (km/h) - 230 Ubrzanje 0 - 100 km/h (s) - 9,0 Ubrzanje 0 - 1,000 m (s) - 30,2 Potrošnja goriva (l/100 km) Gradska - 13,0 Izvan gradska - 6,8 Kombinirana - 9,0 Emisija CO2 (g/km) 219 Obujam spremnika goriva l (otprilike) 70 |
| 2007-2010 520i Dimenzije/Težina Duljina/širina/visina/međuosovinski razmak (mm) - 4841 / 1846 / 1468 / 2888 Krug okretanja (m) - 11,4 Masa neopterećenog vozila EU (kg) - 1535 (1565) Dopušteno opterećenje (kg) - 540 Najveća dopuštena masa (kg) - 2000 (2030) Dopušteno opterećenje prednje i stražnje osovine (kg) - 980 / 1150 Kapacitet prtljažnika (l) - 520 Motor/Mjenjač Cilindri/ventili - 4/4 Obujam u ccm - 1995 Hod/promjer u mm - 90,0/84,0 Najveća snaga u kW pri 1/min - 125 (170)/6700 Najveći okretni moment u Nm pri 1/min - 210/4250 Mjenjač - ručni sa 6 stupnjeva / automatski sa 6 stupnjeva Kotači Dimenzije prednjih guma - 225/55 R16 95V Dimenzije stražnjih guma - 225/55 R16 95V Dimenzije prednjih kotača - 7,0 J x 16 legura aluminja Dimenzije stražnjih lotača - 7,0 J x 16 legura aluminja Performanse Vuča (cw) - 0,27 (0,26) Najveća brzina (km/h) - 224 Ubrzanje 0 - 100 km/h (s) - 8,7 (9,6) Ubrzanje 0 - 1,000 m (s) - 29,4 (30,0) Potrošnja goriva (l/100 km) Gradska - 9,2 (9,4) Izvan gradska - 5,4 Kombinirana - 6,7 (6,9) Emisija CO2 (g/km) 162 (164) Obujam spremnika goriva l (otprilike) 70                            |
| 2005-2007 523i Dimenzije/Težina Duljina/širina/visina/međuosovinski razmak (mm) - 4841 / 1846 / 1468 / 2888 Krug okretanja (m) - 11,4 Masa neopterećenog vozila EU (kg) - 1545 (1565) Dopušteno opterećenje (kg) - 540 Najveća dopuštena masa (kg) - 2010 (2030) Dopušteno opterećenje prednje i stražnje osovine (kg) - 980 / 1150 Kapacitet prtljažnika (l) - 520 Motor/Mjenjač Cilindri/ventili - 6/4 Obujam u ccm - 2497 Hod/promjer u mm - 78,8/82,0 Najveća snaga u kW pri 1/min - 130 (177)/5800 Najveći okretni moment u Nm pri 1/min - 230/3500 Mjenjač - ručni sa 6 stupnjeva / automatski sa 6 stupnjeva Kotači Dimenzije prednjih guma - 225/55 R16 95V Dimenzije stražnjih guma - 225/55 R16 95V Dimenzije prednjih kotača - 7,0 J x 16 legura aluminja Dimenzije stražnjih lotača - 7,0 J x 16 legura aluminja Performanse Vuča (cw) - 0,28 Najveća brzina (km/h) - 235 (232) Ubrzanje 0 - 100 km/h (s) - 8,5 (9,3) Ubrzanje 0 - 1,000 m (s) - / Potrošnja goriva (l/100 km) Gradska - 12,1 (13,4) Izvan gradska - 6,4 (6,9) Kombinirana - 8,5 (9,3) Emisija CO2 (g/km) 205 (224) Obujam spremnika goriva l (otprilike) 70                               |
| 2007-2010 523i Dimenzije/Težina Duljina/širina/visina/međuosovinski razmak (mm) - 4841 / 1846 / 1468 / 2888 Krug okretanja (m) - 11,4 Masa neopterećenog vozila EU (kg) - 1575 (1600) Dopušteno opterećenje (kg) - 560 Najveća dopuštena masa (kg) - 2060 (2085) Dopušteno opterećenje prednje i stražnje osovine (kg) - 980 / 1170 Kapacitet prtljažnika (l) - 520 Motor/Mjenjač Cilindri/ventili - 6/4 Obujam u ccm - 2497 Hod/promjer u mm - 78,8/82,0 Najveća snaga u kW pri 1/min - 140 (190)/6100 Najveći okretni moment u Nm pri 1/min - 240/3500-5000 Mjenjač - ručni sa 6 stupnjeva / automatski sa 6 stupnjeva Kotači Dimenzije prednjih guma - 225/55 R16 95V Dimenzije stražnjih guma - 225/55 R16 95V Dimenzije prednjih kotača - 7,0 J x 16 legura aluminja Dimenzije stražnjih lotača - 7,0 J x 16 legura aluminja Performanse Vuča (cw) - 0,27 Najveća brzina (km/h) - 237 (236) Ubrzanje 0 - 100 km/h (s) - 8,2 (8,7) Ubrzanje 0 - 1,000 m (s) - 28,6 (29,2) Potrošnja goriva (l/100 km) Gradska - 10,4 (10,6) Izvan gradska - 5,8 (6,0) Kombinirana - 7,5 (7,7) Emisija CO2 (g/km) 177 (181) Obujam spremnika goriva l (otprilike) 70                |
| 2003-2005 525i Dimenzije/Težina Duljina/širina/visina/međuosovinski razmak (mm) - 4841 / 1846 / 1468 / 2888 Krug okretanja (m) - 11,4 Masa neopterećenog vozila EU (kg) - 1565 Dopušteno opterećenje (kg) - 560 Najveća dopuštena masa (kg) - 2050 Dopušteno opterećenje prednje i stražnje osovine (kg) - / Kapacitet prtljažnika (l) - 520 Motor/Mjenjač Cilindri/ventili - 6/4 Obujam u ccm - 2494 Hod/promjer u mm - 75,0/84,0 Najveća snaga u kW pri 1/min - 140 (190)/6000 Najveći okretni moment u Nm pri 1/min - 237/3500 Mjenjač - ručni sa 6 stupnjeva Kotači Dimenzije prednjih guma - 225/55 R16 95W Dimenzije stražnjih guma - 225/55 R16 95W Dimenzije prednjih kotača - 7,0 J x 16 legura aluminja Dimenzije stražnjih lotača - 7,0 J x 16 legura aluminja Performanse Vuča (cw) - 0,28 Najveća brzina (km/h) - 238 Ubrzanje 0 - 100 km/h (s) - 7,9 Ubrzanje 0 - 1,000 m (s) - / Potrošnja goriva (l/100 km) Gradska - 13,6 Izvan gradska - 7,0 Kombinirana - 9,4 Emisija CO2 (g/km) / Obujam spremnika goriva l (otprilike) 70 |
| 2005-2007 525i Dimenzije/Težina Duljina/širina/visina/međuosovinski razmak (mm) - 4841 / 1846 / 1468 / 2888 Krug okretanja (m) - 11,4 Masa neopterećenog vozila EU (kg) - 1550 (1570) Dopušteno opterećenje (kg) - 560 Najveća dopuštena masa (kg) - 2035 (2055) Dopušteno opterećenje prednje i stražnje osovine (kg) - 980 / 1150 Kapacitet prtljažnika (l) - 520 Motor/Mjenjač Cilindri/ventili - 6/4 Obujam u ccm - 2497 Hod/promjer u mm - 78,8/82,0 Najveća snaga u kW pri 1/min - 160 (218)/6500 Najveći okretni moment u Nm pri 1/min - 250/2750 Mjenjač - ručni sa 6 stupnjeva / automatski sa 6 stupnjeva Kotači Dimenzije prednjih guma - 225/55 R16 95V Dimenzije stražnjih guma - 225/55 R16 95V Dimenzije prednjih kotača - 7,0 J x 16 legura aluminja Dimenzije stražnjih lotača - 7,0 J x 16 legura aluminja Performanse Vuča (cw) - 0,28 Najveća brzina (km/h) - 245 (242) Ubrzanje 0 - 100 km/h (s) - 7,5 (7,9) Ubrzanje 0 - 1,000 m (s) - 27,7 Potrošnja goriva (l/100 km) Gradska - 12,4 (13,5) Izvan gradska - 6,5 (7,0) Kombinirana - 8,7 (9,4) Emisija CO2 (g/km) 210 (227) Obujam spremnika goriva l (otprilike) 70                            |
| 2005-2007 525i xDrive Dimenzije/Težina Duljina/širina/visina/međuosovinski razmak (mm) - 4841 / 1846 / 1482 / 2888 Krug okretanja (m) - 11,9 Masa neopterećenog vozila EU (kg) - 1665 (1680) Dopušteno opterećenje (kg) - 560 Najveća dopuštena masa (kg) - 2150 (2165) Dopušteno opterećenje prednje i stražnje osovine (kg) - 1050 / 1190 Kapacitet prtljažnika (l) - 520 Motor/Mjenjač Cilindri/ventili - 6/4 Obujam u ccm - 2497 Hod/promjer u mm - 78,8/82,0 Najveća snaga u kW pri 1/min - 160 (218)/6500 Najveći okretni moment u Nm pri 1/min - 250/2900 Mjenjač - ručni sa 6 stupnjeva / automatski sa 6 stupnjeva Kotači Dimenzije prednjih guma - 225/50 R17 94W Dimenzije stražnjih guma - 225/50 R17 94W Dimenzije prednjih kotača - 7,5 J x 17 legura aluminja Dimenzije stražnjih lotača - 7,5 J x 17 legura aluminja Performanse Vuča (cw) - 0,28 Najveća brzina (km/h) - 237 (232) Ubrzanje 0 - 100 km/h (s) - 8,3 (8,4) Ubrzanje 0 - 1,000 m (s) - 27,7 Potrošnja goriva (l/100 km) Gradska - 13,7 (14,8) Izvan gradska - 7,2 (7,7) Kombinirana - 9,6 (10,3) Emisija CO2 (g/km) 232 (249) Obujam spremnika goriva l (otprilike) 70                   |
| 2007-2010 525i Dimenzije/Težina Duljina/širina/visina/međuosovinski razmak (mm) - 4841 / 1846 / 1468 / 2888 Krug okretanja (m) - 11,4 Masa neopterećenog vozila EU (kg) - 1585 (1605) Dopušteno opterećenje (kg) - 560 Najveća dopuštena masa (kg) - 2070 (2090) Dopušteno opterećenje prednje i stražnje osovine (kg) - 980 / 1180 Kapacitet prtljažnika (l) - 520 Motor/Mjenjač Cilindri/ventili - 6/4 Obujam u ccm - 2996 Hod/promjer u mm - 88,0/85,0 Najveća snaga u kW pri 1/min - 160 (218)/6100 Najveći okretni moment u Nm pri 1/min - 270/2400-4200 Mjenjač - ručni sa 6 stupnjeva / automatski sa 6 stupnjeva Kotači Dimenzije prednjih guma - 225/55 R16 95W Dimenzije stražnjih guma - 225/55 R16 95W Dimenzije prednjih kotača - 7,0 J x 16 legura aluminja Dimenzije stražnjih lotača - 7,0 J x 16 legura aluminja Performanse Vuča (cw) - 0,27 (0,26) Najveća brzina (km/h) - 248 (246) Ubrzanje 0 - 100 km/h (s) - 7,1 (7,7) Ubrzanje 0 - 1,000 m (s) - 27,2 (27,8) Potrošnja goriva (l/100 km) Gradska - 10,6 (10,7) Izvan gradska - 5,8 (6,0) Kombinirana - 7,6 (7,7) Emisija CO2 (g/km) 179 (182) Obujam spremnika goriva l (otprilike) 70         |
| 2007-2010 525i xDrive Dimenzije/Težina Duljina/širina/visina/međuosovinski razmak (mm) - 4841 / 1846 / 1468 / 2888 Krug okretanja (m) - 11,9 Masa neopterećenog vozila EU (kg) - 1700 (1720) Dopušteno opterećenje (kg) - 560 Najveća dopuštena masa (kg) - 2185 (2205) Dopušteno opterećenje prednje i stražnje osovine (kg) - 1050 / 1200 Kapacitet prtljažnika (l) - 520 Motor/Mjenjač Cilindri/ventili - 6/4 Obujam u ccm - 2996 Hod/promjer u mm - 88,0/85,0 Najveća snaga u kW pri 1/min - 160 (218)/6100 Najveći okretni moment u Nm pri 1/min - 270/2400-4200 Mjenjač - ručni sa 6 stupnjeva / automatski sa 6 stupnjeva Kotači Dimenzije prednjih guma - 225/50 R17 94W Dimenzije stražnjih guma - 225/50 R17 94W Dimenzije prednjih kotača - 7,5 J x 17 legura aluminja Dimenzije stražnjih lotača - 7,5 J x 17 legura aluminja Performanse Vuča (cw) - 0,29 (0,28) Najveća brzina (km/h) - 240 (234) Ubrzanje 0 - 100 km/h (s) - 7,9 (8,2) Ubrzanje 0 - 1,000 m (s) - 28,3 (28,5) Potrošnja goriva (l/100 km) Gradska - 11,6 (11,7) Izvan gradska - 6,4 (6,4) Kombinirana - 8,3 (8,3) Emisija CO2 (g/km) 196 (196) Obujam spremnika goriva l (otprilike) 70 |
| 2007-2010 528i Dimenzije/Težina Duljina/širina/visina/međuosovinski razmak (mm) - 4854 / 1846 / 1468 / 2888 Krug okretanja (m) - 11,4 Masa neopterećenog vozila EU (kg) - 1590 (1620) Dopušteno opterećenje (kg) - 500 Najveća dopuštena masa (kg) - 2090 (2120) Dopušteno opterećenje prednje i stražnje osovine (kg) - 1010 / 1180 Kapacitet prtljažnika (l) - 520 Motor/Mjenjač Cilindri/ventili - 6/4 Obujam u ccm - 2996 Hod/promjer u mm - 88,0/85,0 Najveća snaga u kW pri 1/min - 169 (230)/6500 Najveći okretni moment u Nm pri 1/min - 270/2750 Mjenjač - ručni sa 6 stupnjeva / automatski sa 6 stupnjeva Kotači Dimenzije prednjih guma - 225/50 R17 94V AS Dimenzije stražnjih guma - 225/50 R17 94V AS Dimenzije prednjih kotača - 7,5 J x 17 legura aluminja Dimenzije stražnjih lotača - 7,5 J x 17 legura aluminja Performanse Vuča (cw) - / Najveća brzina (km/h) - 240 Ubrzanje 0 - 100 km/h (s) - 6,5 (7,1) Ubrzanje 0 - 1,000 m (s) - / Potrošnja goriva (l/100 km) Gradska - 13 Izvan gradska - 8,4 Kombinirana - 11,2 Emisija CO2 (g/km) / Obujam spremnika goriva l (otprilike) 70                                                             |
| 2007-2010 528i xDrive Dimenzije/Težina Duljina/širina/visina/međuosovinski razmak (mm) - 4854 / 1846 / 1482 / 2888 Krug okretanja (m) - 11,9 Masa neopterećenog vozila EU (kg) - 1710 (1730) Dopušteno opterećenje (kg) - 500 Najveća dopuštena masa (kg) - 2195 (2215) Dopušteno opterećenje prednje i stražnje osovine (kg) - 1050 / 1200 Kapacitet prtljažnika (l) - 520 Motor/Mjenjač Cilindri/ventili - 6/4 Obujam u ccm - 2996 Hod/promjer u mm - 88,0/85,0 Najveća snaga u kW pri 1/min - 169 (230)/6500 Najveći okretni moment u Nm pri 1/min - 270/2750 Mjenjač - ručni sa 6 stupnjeva / automatski sa 6 stupnjeva Kotači Dimenzije prednjih guma - 225/50 R17 94V AS Dimenzije stražnjih guma - 225/50 R17 94V AS Dimenzije prednjih kotača - 7,5 J x 17 legura aluminja Dimenzije stražnjih lotača - 7,5 J x 17 legura aluminja Performanse Vuča (cw) - / Najveća brzina (km/h) - 240 Ubrzanje 0 - 100 km/h (s) - 7,1 (7,6) Ubrzanje 0 - 1,000 m (s) - / Potrošnja goriva (l/100 km) Gradska - 13,8 Izvan gradska - 9,4 Kombinirana - 11,7 Emisija CO2 (g/km) / Obujam spremnika goriva l (otprilike) 70                                                    |
| 2003-2005 530i Dimenzije/Težina Duljina/širina/visina/međuosovinski razmak (mm) - 4841 / 1846 / 1468 / 2888 Krug okretanja (m) - 11,4 Masa neopterećenog vozila EU (kg) - 1570 (1580) Dopušteno opterećenje (kg) - 560 Najveća dopuštena masa (kg) - 2055 (2065) Dopušteno opterećenje prednje i stražnje osovine (kg) - 980 / 1150 Kapacitet prtljažnika (l) - 520 Motor/Mjenjač Cilindri/ventili - 6/4 Obujam u ccm - 2979 Hod/promjer u mm - 89,6/84,0 Najveća snaga u kW pri 1/min - 170 (231)/5900 Najveći okretni moment u Nm pri 1/min - 300/3500 Mjenjač - ručni sa 6 stupnjeva / automatski sa 6 stupnjeva Kotači Dimenzije prednjih guma - 225/55 R16 95W Dimenzije stražnjih guma - 225/55 R16 95W Dimenzije prednjih kotača - 7,0 J x 16 legura aluminja Dimenzije stražnjih lotača - 7,0 J x 16 legura aluminja Performanse Vuča (cw) - 0,28 Najveća brzina (km/h) - 250 (245) Ubrzanje 0 - 100 km/h (s) - 6,9 (7,1) Ubrzanje 0 - 1,000 m (s) - 27,1 (27,3) Potrošnja goriva (l/100 km) Gradska - 14,1 (14,2) Izvan gradska - 7,0 (7,5) Kombinirana - 9,5 (9,9) Emisija CO2 (g/km) 231 (240) Obujam spremnika goriva l (otprilike) 70                     |
| 2005-2007 530i Dimenzije/Težina Duljina/širina/visina/međuosovinski razmak (mm) - 4841 / 1846 / 1468 / 2888 Krug okretanja (m) - 11,4 Masa neopterećenog vozila EU (kg) - 1565 (1575) Dopušteno opterećenje (kg) - 560 Najveća dopuštena masa (kg) - 2050 (2060) Dopušteno opterećenje prednje i stražnje osovine (kg) - 980 / 1150 Kapacitet prtljažnika (l) - 520 Motor/Mjenjač Cilindri/ventili - 6/4 Obujam u ccm - 2996 Hod/promjer u mm - 88,0/85,0 Najveća snaga u kW pri 1/min - 190 (258)/6600 Najveći okretni moment u Nm pri 1/min - 300/2500 Mjenjač - ručni sa 6 stupnjeva / automatski sa 6 stupnjeva Kotači Dimenzije prednjih guma - 225/55 R16 95V Dimenzije stražnjih guma - 225/55 R16 95V Dimenzije prednjih kotača - 7,0 J x 16 legura aluminja Dimenzije stražnjih lotača - 7,0 J x 16 legura aluminja Performanse Vuča (cw) - 0,28 Najveća brzina (km/h) - 250 (250) Ubrzanje 0 - 100 km/h (s) - 6,5 (6,7) Ubrzanje 0 - 1,000 m (s) - 26,3 Potrošnja goriva (l/100 km) Gradska - 12,6 (13,6) Izvan gradska - 6,6 (6,8) Kombinirana - 8,8 (9,3) Emisija CO2 (g/km) 212 (224) Obujam spremnika goriva l (otprilike) 70                            |
| 2005-2007 530i xDrive Dimenzije/Težina Duljina/širina/visina/međuosovinski razmak (mm) - 4841 / 1846 / 1468 / 2888 Krug okretanja (m) - 11,9 Masa neopterećenog vozila EU (kg) - 1665 (1680) Dopušteno opterećenje (kg) - 560 Najveća dopuštena masa (kg) - 2150 (2165) Dopušteno opterećenje prednje i stražnje osovine (kg) - 1150 / 1190 Kapacitet prtljažnika (l) - 520 Motor/Mjenjač Cilindri/ventili - 6/4 Obujam u ccm - 2996 Hod/promjer u mm - 88,0/85,0 Najveća snaga u kW pri 1/min - 190 (258)/6600 Najveći okretni moment u Nm pri 1/min - 300/2500 Mjenjač - ručni sa 6 stupnjeva / automatski sa 6 stupnjeva Kotači Dimenzije prednjih guma - 225/50 R17 94W Dimenzije stražnjih guma - 225/50 R17 94W Dimenzije prednjih kotača - 7,5 J x 17 legura aluminja Dimenzije stražnjih lotača - 7,5 J x 17 legura aluminja Performanse Vuča (cw) - 0,28 Najveća brzina (km/h) - 250 (248) Ubrzanje 0 - 100 km/h (s) - 6,8 (7,1) Ubrzanje 0 - 1,000 m (s) - 26,3 Potrošnja goriva (l/100 km) Gradska - 13,6 (14,4) Izvan gradska - 7,4 (7,9) Kombinirana - 9,7 (10,3) Emisija CO2 (g/km) 249 (253) Obujam spremnika goriva l (otprilike) 70                   |
| 2007-2010 530i Dimenzije/Težina Duljina/širina/visina/međuosovinski razmak (mm) - 4841 / 1846 / 1468 / 2888 Krug okretanja (m) - 11,4 Masa neopterećenog vozila EU (kg) - 1605 (1615) Dopušteno opterećenje (kg) - 560 Najveća dopuštena masa (kg) - 2090 (2100) Dopušteno opterećenje prednje i stražnje osovine (kg) - 980 / 1180 Kapacitet prtljažnika (l) - 520 Motor/Mjenjač Cilindri/ventili - 6/4 Obujam u ccm - 2996 Hod/promjer u mm - 88,0/85,0 Najveća snaga u kW pri 1/min - 200 (272)/6700 Najveći okretni moment u Nm pri 1/min - 320/2750-3000 Mjenjač - ručni sa 6 stupnjeva / automatski sa 6 stupnjeva Kotači Dimenzije prednjih guma - 225/50 R17 94W Dimenzije stražnjih guma - 225/55 R17 94W Dimenzije prednjih kotača - 7,5 J x 17 legura aluminja Dimenzije stražnjih lotača - 7,5 J x 17 legura aluminja Performanse Vuča (cw) - 0,27 (0,26) Najveća brzina (km/h) - 250 Ubrzanje 0 - 100 km/h (s) - 6,3 (6,5) Ubrzanje 0 - 1,000 m (s) - 25,9 (26,2) Potrošnja goriva (l/100 km) Gradska - 11,2 (11,0) Izvan gradska - 6,0 (6,8) Kombinirana - 7,9 (7,7) Emisija CO2 (g/km) 186 (182) Obujam spremnika goriva l (otprilike) 70               |
| 2007-2010 530i xDrive Dimenzije/Težina Duljina/širina/visina/međuosovinski razmak (mm) - 4841 / 1846 / 1482 / 2888 Krug okretanja (m) - 11,9 Masa neopterećenog vozila EU (kg) - 1710 (1730) Dopušteno opterećenje (kg) - 560 Najveća dopuštena masa (kg) - 2195 (2215) Dopušteno opterećenje prednje i stražnje osovine (kg) - 1050 / 1200 Kapacitet prtljažnika (l) - 520 Motor/Mjenjač Cilindri/ventili - 6/4 Obujam u ccm - 2996 Hod/promjer u mm - 88,0/85,0 Najveća snaga u kW pri 1/min - 200 (272)/6700 Najveći okretni moment u Nm pri 1/min - 320/2750-3000 Mjenjač - ručni sa 6 stupnjeva / automatski sa 6 stupnjeva Kotači Dimenzije prednjih guma - 225/50 R17 94W Dimenzije stražnjih guma - 225/50 R17 94W Dimenzije prednjih kotača - 7,5 J x 17 legura aluminja Dimenzije stražnjih lotača - 7,5 J x 17 legura aluminja Performanse Vuča (cw) - 0,29 (0,28) Najveća brzina (km/h) - 250 (250) Ubrzanje 0 - 100 km/h (s) - 6,6 (6,8) Ubrzanje 0 - 1,000 m (s) - 26,5 (26,7) Potrošnja goriva (l/100 km) Gradska - 11,9 (11,9) Izvan gradska - 6,4 (6,2) Kombinirana - 8,4 (8,3) Emisija CO2 (g/km) 198 (196) Obujam spremnika goriva l (otprilike) 70 |
| 2007-2010 535i Dimenzije/Težina Duljina/širina/visina/međuosovinski razmak (mm) - 4854 / 1846 / 1468 / 2888 Krug okretanja (m) - 11,4 Masa neopterećenog vozila EU (kg) - 1660 (1668) Dopušteno opterećenje (kg) - 520 Najveća dopuštena masa (kg) - 2210 (2210) Dopušteno opterećenje prednje i stražnje osovine (kg) - 1070 / 1230 Kapacitet prtljažnika (l) - 520 Motor/Mjenjač Cilindri/ventili - 6/4 Obujam u ccm - 2979 Hod/promjer u mm - 89,6/84,0 Najveća snaga u kW pri 1/min - 221 (300)/5800 Najveći okretni moment u Nm pri 1/min - 407/1400 Mjenjač - ručni sa 6 stupnjeva / automatski sa 6 stupnjeva Kotači Dimenzije prednjih guma - 225/50 R17 94AS Dimenzije stražnjih guma - 225/50 R17 94AS Dimenzije prednjih kotača - 7,5 J x 17 legura aluminja Dimenzije stražnjih lotača - 7,5 J x 17 legura aluminja Performanse Vuča (cw) - / Najveća brzina (km/h) - 240 Ubrzanje 0 - 100 km/h (s) - 5,6 (5,7) Ubrzanje 0 - 1,000 m (s) - / Potrošnja goriva (l/100 km) Gradska - 13,8 Izvan gradska - 9,0 Kombinirana - 11,7 Emisija CO2 (g/km) / Obujam spremnika goriva l (otprilike) 70                                                               |
| 2007-2010 535i xDrive Dimenzije/Težina Duljina/širina/visina/međuosovinski razmak (mm) - 4854 / 1846 / 1482 / 2888 Krug okretanja (m) - 11,9 Masa neopterećenog vozila EU (kg) - 1770 (1790) Dopušteno opterećenje (kg) - 520 Najveća dopuštena masa (kg) - 2270 (2290) Dopušteno opterećenje prednje i stražnje osovine (kg) - 1050 / 1220 Kapacitet prtljažnika (l) - 520 Motor/Mjenjač Cilindri/ventili - 6/4 Obujam u ccm - 2979 Hod/promjer u mm - 89,6/84,0 Najveća snaga u kW pri 1/min - 221 (300)/5800 Najveći okretni moment u Nm pri 1/min - 407/1400 Mjenjač - ručni sa 6 stupnjeva / automatski sa 6 stupnjeva Kotači Dimenzije prednjih guma - 225/50 R17 94AS Dimenzije stražnjih guma - 225/50 R17 94AS Dimenzije prednjih kotača - 7,5 J x 17 legura aluminja Dimenzije stražnjih lotača - 7,5 J x 17 legura aluminja Performanse Vuča (cw) - / Najveća brzina (km/h) - 240 Ubrzanje 0 - 100 km/h (s) - 5,5 (5,6) Ubrzanje 0 - 1,000 m (s) - / Potrošnja goriva (l/100 km) Gradska - 14,7 (13,8) Izvan gradska - 9,4 Kombinirana - 12,3 (11,7) Emisija CO2 (g/km) / Obujam spremnika goriva l (otprilike) 70                                          |
| 2005-2010 540i Dimenzije/Težina Duljina/širina/visina/međuosovinski razmak (mm) - 4841 / 1846 / 1468 / 2888 Krug okretanja (m) - 11,4 Masa neopterećenog vozila EU (kg) - 1725 (1735) Dopušteno opterećenje (kg) - 560 Najveća dopuštena masa (kg) - 2210 (2220) Dopušteno opterećenje prednje i stražnje osovine (kg) - 1070 / 1230 Kapacitet prtljažnika (l) - 520 Motor/Mjenjač Cilindri/ventili - 8/4 Obujam u ccm - 4000 Hod/promjer u mm - 84,1/87,0 Najveća snaga u kW pri 1/min - 225 (306)/6300 Najveći okretni moment u Nm pri 1/min - 390/3500 Mjenjač - ručni sa 6 stupnjeva / automatski sa 6 stupnjeva Kotači Dimenzije prednjih guma - 225/50 R17 95W Dimenzije stražnjih guma - 225/50 R17 95W Dimenzije prednjih kotača - 7,5 J x 17 legura aluminja Dimenzije stražnjih lotača - 7,5 J x 17 legura aluminja Performanse Vuča (cw) - 0,28 (0,27) Najveća brzina (km/h) - 250 (250) Ubrzanje 0 - 100 km/h (s) - 6,1 (6,2) Ubrzanje 0 - 1,000 m (s) - 25,7 (25,8) Potrošnja goriva (l/100 km) Gradska - 15,8 (14,4) Izvan gradska - 7,4 (6,9) Kombinirana - 10,5 (9,7) Emisija CO2 (g/km) 250 (232) Obujam spremnika goriva l (otprilike) 70            |
| 2003-2005 545i Dimenzije/Težina Duljina/širina/visina/međuosovinski razmak (mm) - 4841 / 1846 / 1468 / 2888 Krug okretanja (m) - 11,4 Masa neopterećenog vozila EU (kg) - 1705 (1710) Dopušteno opterećenje (kg) - 560 Najveća dopuštena masa (kg) - 2195 (2200) Dopušteno opterećenje prednje i stražnje osovine (kg) - / Kapacitet prtljažnika (l) - 520 Motor/Mjenjač Cilindri/ventili - 8/4 Obujam u ccm - 4398 Hod/promjer u mm - 82,7/92,0 Najveća snaga u kW pri 1/min - 244 (333)/6100 Najveći okretni moment u Nm pri 1/min - 450/3600 Mjenjač - ručni sa 6 stupnjeva / automatski sa 6 stupnjeva Kotači Dimenzije prednjih guma - 225/50 R17 W Dimenzije stražnjih guma - 225/50 R17 W Dimenzije prednjih kotača - 7,5 J x 17 legura aluminja Dimenzije stražnjih lotača - 7,5 J x 17 legura aluminja Performanse Vuča (cw) - 0,28 Najveća brzina (km/h) - 250 (250) Ubrzanje 0 - 100 km/h (s) - 5,8 (5,9) Ubrzanje 0 - 1,000 m (s) - / Potrošnja goriva (l/100 km) Gradska - 10,6 (10,9) Izvan gradska - 9,2 (9,4) Kombinirana - / Emisija CO2 (g/km) / Obujam spremnika goriva l (otprilike) 70                                                            |
| 2005-2010 550i Dimenzije/Težina Duljina/širina/visina/međuosovinski razmak (mm) - 4841 / 1846 / 1468 / 2888 Krug okretanja (m) - 11,4 Masa neopterećenog vozila EU (kg) - 1735 Dopušteno opterećenje (kg) - 560 Najveća dopuštena masa (kg) - 2220 Dopušteno opterećenje prednje i stražnje osovine (kg) - 1070 / 1235 Kapacitet prtljažnika (l) - 520 Motor/Mjenjač Cilindri/ventili - 8/4 Obujam u ccm - 4799 Hod/promjer u mm - 88,3/93,0 Najveća snaga u kW pri 1/min - 270 (367)/6300 Najveći okretni moment u Nm pri 1/min - 490/3400 Mjenjač - ručni sa 6 stupnjeva / automatski sa 6 stupnjeva Kotači Dimenzije prednjih guma - 225/50 R17 94W Dimenzije stražnjih guma - 225/50 R17 94W Dimenzije prednjih kotača - 8 J x 17 legura aluminja Dimenzije stražnjih lotača - 8 J x 17 legura aluminja Performanse Vuča (cw) - 0,28 (0,27) Najveća brzina (km/h) - 250 (250) Ubrzanje 0 - 100 km/h (s) - 5,2 (5,3) Ubrzanje 0 - 1,000 m (s) - 24,1 (24,3) Potrošnja goriva (l/100 km) Gradska - 16,6 (15,5) Izvan gradska - 7,6 (7,2) Kombinirana - 10,9 (10,3) Emisija CO2 (g/km) 260 (246) Obujam spremnika goriva l (otprilike) 70                             |

- podaci u zagradama vrijede za modele s automatskim mjenjačem

#### Dizelski modeli
| Model |
| --- |
| 2005-2007 520d Dimenzije/Težina Duljina/širina/visina/međuosovinski razmak (mm) - 4841 / 1846 / 1468 / 2888 Krug okretanja (m) - 11,4 Masa neopterećenog vozila EU (kg) - 1585 (1595) Dopušteno opterećenje (kg) - 540 Najveća dopuštena masa (kg) - 2050 (2060) Dopušteno opterećenje prednje i stražnje osovine (kg) - 990 / 1170 Kapacitet prtljažnika (l) - 520 Motor/Mjenjač Cilindri/ventili - 4/4 Obujam u ccm - 1995 Hod/promjer u mm - 90,0/84,0 Najveća snaga u kW pri 1/min - 120 (163)/4000 Najveći okretni moment u Nm pri 1/min - 340/2000-2750 Mjenjač - ručni sa 6 stupnjeva / automatski sa 6 stupnjeva Kotači Dimenzije prednjih guma - 225/55 R16 95V Dimenzije stražnjih guma - 225/55 R16 95V Dimenzije prednjih kotača - 7,0 J x 16 legura aluminja Dimenzije stražnjih lotača - 7,0 J x 16 legura aluminja Performanse Vuča (cw) - 0,28 (0,27) Najveća brzina (km/h) - 223 Ubrzanje 0 - 100 km/h (s) - 8,6 (8,7) Ubrzanje 0 - 1,000 m (s) - 29,5 Potrošnja goriva (l/100 km) Gradska - 8,0 (9,3) Izvan gradska - 4,7 (5,5) Kombinirana - 5,9 (6,9) Emisija CO2 (g/km) 158 (185) Obujam spremnika goriva l (otprilike) 70                      |
| 2007-2010 520d Dimenzije/Težina Duljina/širina/visina/međuosovinski razmak (mm) - 4841 / 1846 / 1468 / 2888 Krug okretanja (m) - 11,4 Masa neopterećenog vozila EU (kg) - 1585 (1595) Dopušteno opterećenje (kg) - 540 Najveća dopuštena masa (kg) - 2050 (2060) Dopušteno opterećenje prednje i stražnje osovine (kg) - 990 / 1170 Kapacitet prtljažnika (l) - 520 Motor/Mjenjač Cilindri/ventili - 4/4 Obujam u ccm - 1995 Hod/promjer u mm - 90,0/84,0 Najveća snaga u kW pri 1/min - 130 (177)/4000 Najveći okretni moment u Nm pri 1/min - 350/1750-3000 Mjenjač - ručni sa 6 stupnjeva / automatski sa 6 stupnjeva Kotači Dimenzije prednjih guma - 225/55 R16 95W Dimenzije stražnjih guma - 225/55 R16 95W Dimenzije prednjih kotača - 7,0 J x 16 legura aluminja Dimenzije stražnjih lotača - 7,0 J x 16 legura aluminja Performanse Vuča (cw) - 0,28 (0,27) Najveća brzina (km/h) - 231 (229) Ubrzanje 0 - 100 km/h (s) - 8,3 (8,4) Ubrzanje 0 - 1,000 m (s) - 29,1 (29,2) Potrošnja goriva (l/100 km) Gradska - 6,5 (7,5) Izvan gradska - 4,3 (4,6) Kombinirana - 5,1 (5,6) Emisija CO2 (g/km) 136 (149) Obujam spremnika goriva l (otprilike) 70         |
| 2004-2007 525d Dimenzije/Težina Duljina/širina/visina/međuosovinski razmak (mm) - 4841 / 1846 / 1468 / 2888 Krug okretanja (m) - 11,4 Masa neopterećenog vozila EU (kg) - 1660 (1670) Dopušteno opterećenje (kg) - 560 Najveća dopuštena masa (kg) - 2145 (2155) Dopušteno opterećenje prednje i stražnje osovine (kg) - 1050 / 1180 Kapacitet prtljažnika (l) - 520 Motor/Mjenjač Cilindri/ventili - 6/4 Obujam u ccm - 2497 Hod/promjer u mm - 75,1/84,0 Najveća snaga u kW pri 1/min - 130 (177)/4000 Najveći okretni moment u Nm pri 1/min - 400/2000 Mjenjač - ručni sa 6 stupnjeva / automatski sa 6 stupnjeva Kotači Dimenzije prednjih guma - 225/55 R16 95W Dimenzije stražnjih guma - 225/55 R16 95W Dimenzije prednjih kotača - 7,0 J x 16 legura aluminja Dimenzije stražnjih lotača - 7,0 J x 16 legura aluminja Performanse Vuča (cw) - 0,28 Najveća brzina (km/h) - 230 (227) Ubrzanje 0 - 100 km/h (s) - 8,1 (8,3) Ubrzanje 0 - 1,000 m (s) - 29,0 Potrošnja goriva (l/100 km) Gradska - 9,3 (10,6) Izvan gradska - 5,3 (6,2) Kombinirana - 6,7 (7,8) Emisija CO2 (g/km) 179 (208) Obujam spremnika goriva l (otprilike) 70                          |
| 2007-2010 525d Dimenzije/Težina Duljina/širina/visina/međuosovinski razmak (mm) - 4841 / 1846 / 1468 / 2888 Krug okretanja (m) - 11,4 Masa neopterećenog vozila EU (kg) - 1665 (1670) Dopušteno opterećenje (kg) - 560 Najveća dopuštena masa (kg) - 2140 (2155) Dopušteno opterećenje prednje i stražnje osovine (kg) - 1050 / 1200 Kapacitet prtljažnika (l) - 520 Motor/Mjenjač Cilindri/ventili - 6/4 Obujam u ccm - 2993 Hod/promjer u mm - 90,0/84,0 Najveća snaga u kW pri 1/min - 145 (197)/4000 Najveći okretni moment u Nm pri 1/min - 400/1300-3250 Mjenjač - ručni sa 6 stupnjeva / automatski sa 6 stupnjeva Kotači Dimenzije prednjih guma - 225/55 R16 95W Dimenzije stražnjih guma - 225/55 R16 95W Dimenzije prednjih kotača - 7,0 J x 16 legura aluminja Dimenzije stražnjih lotača - 7,0 J x 16 legura aluminja Performanse Vuča (cw) - 0,27 (0,26) Najveća brzina (km/h) - 237 (235) Ubrzanje 0 - 100 km/h (s) - 7,6 (7,7) Ubrzanje 0 - 1,000 m (s) - 28,0 (28,1) Potrošnja goriva (l/100 km) Gradska - 8,2 (8,5) Izvan gradska - 5,0 (5,3) Kombinirana - 6,2 (6,5) Emisija CO2 (g/km) 165 (172) Obujam spremnika goriva l (otprilike) 70        |
| 2007-2010 525d xDrive Dimenzije/Težina Duljina/širina/visina/međuosovinski razmak (mm) - 4841 / 1846 / 1482 / 2888 Krug okretanja (m) - 11,9 Masa neopterećenog vozila EU (kg) - 1745 (1755) Dopušteno opterećenje (kg) - 560 Najveća dopuštena masa (kg) - 2230 (2240) Dopušteno opterećenje prednje i stražnje osovine (kg) - 1050 / 1200 Kapacitet prtljažnika (l) - 520 Motor/Mjenjač Cilindri/ventili - 6/4 Obujam u ccm - 2993 Hod/promjer u mm - 90,0/84,0 Najveća snaga u kW pri 1/min - 145 (197)/4000 Najveći okretni moment u Nm pri 1/min - 400/1300-3250 Mjenjač - ručni sa 6 stupnjeva / automatski sa 6 stupnjeva Kotači Dimenzije prednjih guma - 225/50 R17 W Dimenzije stražnjih guma - 225/50 R17 W Dimenzije prednjih kotača - 7,5 J x 17 legura aluminja Dimenzije stražnjih lotača - 7,5 J x 17 legura aluminja Performanse Vuča (cw) - 0,28 Najveća brzina (km/h) - 232 (230) Ubrzanje 0 - 100 km/h (s) - 7,8 (7,9) Ubrzanje 0 - 1,000 m (s) - / Potrošnja goriva (l/100 km) Gradska - 8,8 (9,1) Izvan gradska - 5,4 (5,6) Kombinirana - 6,7 (6,9) Emisija CO2 (g/km) / Obujam spremnika goriva l (otprilike) 70                              |
| 2003-2005 530d Dimenzije/Težina Duljina/širina/visina/međuosovinski razmak (mm) - 4841 / 1846 / 1468 / 2888 Krug okretanja (m) - 11,4 Masa neopterećenog vozila EU (kg) - 1670 (1685) Dopušteno opterećenje (kg) - 560 Najveća dopuštena masa (kg) - 2155 (2170) Dopušteno opterećenje prednje i stražnje osovine (kg) - 1050 / 1180 Kapacitet prtljažnika (l) - 520 Motor/Mjenjač Cilindri/ventili - 6/4 Obujam u ccm - 2993 Hod/promjer u mm - 90,0/84,0 Najveća snaga u kW pri 1/min - 160 (218)/4000 Najveći okretni moment u Nm pri 1/min - 500/2000 Mjenjač - ručni sa 6 stupnjeva / automatski sa 6 stupnjeva Kotači Dimenzije prednjih guma - 225/55 R16 95W Dimenzije stražnjih guma - 225/55 R16 95W Dimenzije prednjih kotača - 7,0 J x 16 legura aluminja Dimenzije stražnjih lotača - 7,0 J x 16 legura aluminja Performanse Vuča (cw) - 0,28 Najveća brzina (km/h) - 245 (243) Ubrzanje 0 - 100 km/h (s) - 7,1 (7,3) Ubrzanje 0 - 1,000 m (s) - 27,2 (27,6) Potrošnja goriva (l/100 km) Gradska - 9,5 (10,6) Izvan gradska - 5,5 (6,3) Kombinirana - 6,9 (7,8) Emisija CO2 (g/km) 184 (208) Obujam spremnika goriva l (otprilike) 70                   |
| 2005-2007 530d Dimenzije/Težina Duljina/širina/visina/međuosovinski razmak (mm) - 4841 / 1846 / 1468 / 2888 Krug okretanja (m) - 11,4 Masa neopterećenog vozila EU (kg) - 1665 (1665) Dopušteno opterećenje (kg) - 560 Najveća dopuštena masa (kg) - 2150 (2150) Dopušteno opterećenje prednje i stražnje osovine (kg) - 1030 / 1200 Kapacitet prtljažnika (l) - 520 Motor/Mjenjač Cilindri/ventili - 6/4 Obujam u ccm - 2993 Hod/promjer u mm - 90,0/84,0 Najveća snaga u kW pri 1/min - 170 (231)/4000 Najveći okretni moment u Nm pri 1/min - 500/1750 Mjenjač - ručni sa 6 stupnjeva / automatski sa 6 stupnjeva Kotači Dimenzije prednjih guma - 225/55 R16 95W Dimenzije stražnjih guma - 225/55 R16 95W Dimenzije prednjih kotača - 7,0 J x 16 legura aluminja Dimenzije stražnjih lotača - 7,0 J x 16 legura aluminja Performanse Vuča (cw) - 0,28 Najveća brzina (km/h) - 250 (248) Ubrzanje 0 - 100 km/h (s) - 6,8 (6,8) Ubrzanje 0 - 1,000 m (s) - 26,9 Potrošnja goriva (l/100 km) Gradska - 9,4 (10,3) Izvan gradska - 5,2 (5,9) Kombinirana - 6,7 (7,5) Emisija CO2 (g/km) 179 (200) Obujam spremnika goriva l (otprilike) 70                          |
| 2005-2007 530d xDrive Dimenzije/Težina Duljina/širina/visina/međuosovinski razmak (mm) - 4841 / 1846 / 1482 / 2888 Krug okretanja (m) - 11,9 Masa neopterećenog vozila EU (kg) - 1735 (1750) Dopušteno opterećenje (kg) - 560 Najveća dopuštena masa (kg) - 2200 (2235) Dopušteno opterećenje prednje i stražnje osovine (kg) - 1090 / 1200 Kapacitet prtljažnika (l) - 520 Motor/Mjenjač Cilindri/ventili - 6/4 Obujam u ccm - 2993 Hod/promjer u mm - 90,0/84,0 Najveća snaga u kW pri 1/min - 170 (231)/4000 Najveći okretni moment u Nm pri 1/min - 500/1750-3000 Mjenjač - ručni sa 6 stupnjeva / automatski sa 6 stupnjeva Kotači Dimenzije prednjih guma - 225/50 R17 94W Dimenzije stražnjih guma - 225/50 R17 94W Dimenzije prednjih kotača - 7,5 J x 17 legura aluminja Dimenzije stražnjih lotača - 7,5 J x 17 legura aluminja Performanse Vuča (cw) - 0,28 Najveća brzina (km/h) - 242 (238) Ubrzanje 0 - 100 km/h (s) - 6,6 (6,8) Ubrzanje 0 - 1,000 m (s) - 26,9 Potrošnja goriva (l/100 km) Gradska - 10,2 (11,1) Izvan gradska - 6,1 (6,5) Kombinirana - 7,6 (8,2) Emisija CO2 (g/km) 203 (219) Obujam spremnika goriva l (otprilike) 70             |
| 2007-2010 530d Dimenzije/Težina Duljina/širina/visina/međuosovinski razmak (mm) - 4841 / 1846 / 1468 / 2888 Krug okretanja (m) - 11,4 Masa neopterećenog vozila EU (kg) - 1655 (1675) Dopušteno opterećenje (kg) - 560 Najveća dopuštena masa (kg) - 2140 (2160) Dopušteno opterećenje prednje i stražnje osovine (kg) - 1050 / 1200 Kapacitet prtljažnika (l) - 520 Motor/Mjenjač Cilindri/ventili - 6/4 Obujam u ccm - 2993 Hod/promjer u mm - 90,0/84,0 Najveća snaga u kW pri 1/min - 173 (235)/4000 Najveći okretni moment u Nm pri 1/min - 500/1750-3000 Mjenjač - ručni sa 6 stupnjeva / automatski sa 6 stupnjeva Kotači Dimenzije prednjih guma - 225/50 R17 94W Dimenzije stražnjih guma - 225/50 R17 94W Dimenzije prednjih kotača - 7,5 J x 17 legura aluminja Dimenzije stražnjih lotača - 7,5 J x 17 legura aluminja Performanse Vuča (cw) - 0,28 (0,27) Najveća brzina (km/h) - 250 (248) Ubrzanje 0 - 100 km/h (s) - 6,8 (6,8) Ubrzanje 0 - 1,000 m (s) - 26,7 (26,8) Potrošnja goriva (l/100 km) Gradska - 8,6 (9,1) Izvan gradska - 5,1 (5,2) Kombinirana - 6,4 (6,6) Emisija CO2 (g/km) 170 (176) Obujam spremnika goriva l (otprilike) 70        |
| 2007-2010 530d xDrive Dimenzije/Težina Duljina/širina/visina/međuosovinski razmak (mm) - 4841 / 1846 / 1482 / 2888 Krug okretanja (m) - 11,9 Masa neopterećenog vozila EU (kg) - 1760 (1780) Dopušteno opterećenje (kg) - 560 Najveća dopuštena masa (kg) - 2245 (2265) Dopušteno opterećenje prednje i stražnje osovine (kg) - 1090 / 1220 Kapacitet prtljažnika (l) - 520 Motor/Mjenjač Cilindri/ventili - 6/4 Obujam u ccm - 2993 Hod/promjer u mm - 90,0/84,0 Najveća snaga u kW pri 1/min - 173 (235)/4000 Najveći okretni moment u Nm pri 1/min - 500/1750-3000 Mjenjač - ručni sa 6 stupnjeva / automatski sa 6 stupnjeva Kotači Dimenzije prednjih guma - 225/50 R17 94W Dimenzije stražnjih guma - 225/50 R17 94W Dimenzije prednjih kotača - 7,5 J x 17 legura aluminja Dimenzije stražnjih lotača - 7,5 J x 17 legura aluminja Performanse Vuča (cw) - 0,29 (0,29) Najveća brzina (km/h) - 242 (240) Ubrzanje 0 - 100 km/h (s) - 6,6 (6,8) Ubrzanje 0 - 1,000 m (s) - 27,0 (27,2) Potrošnja goriva (l/100 km) Gradska - 9,2 (9,6) Izvan gradska - 5,5 (5,5) Kombinirana - 6,9 (7,0) Emisija CO2 (g/km) 183 (186) Obujam spremnika goriva l (otprilike) 70 |
| 2004-2007 535d Dimenzije/Težina Duljina/širina/visina/međuosovinski razmak (mm) - 4841 / 1846 / 1468 / 2888 Krug okretanja (m) - 11,4 Masa neopterećenog vozila EU (kg) - 1735 Dopušteno opterećenje (kg) - 560 Najveća dopuštena masa (kg) - 2220 Dopušteno opterećenje prednje i stražnje osovine (kg) - 1070 / 1275 Kapacitet prtljažnika (l) - 520 Motor/Mjenjač Cilindri/ventili - 6/4 Obujam u ccm - 2993 Hod/promjer u mm - 90,0/84,0 Najveća snaga u kW pri 1/min - 200 (272)/4400 Najveći okretni moment u Nm pri 1/min - 560/2000 Mjenjač - automatski sa 6 stupnjeva Kotači Dimenzije prednjih guma - 225/55 R17 94W Dimenzije stražnjih guma - 225/55 R17 94W Dimenzije prednjih kotača - 7,0 J x 17 legura aluminja Dimenzije stražnjih lotača - 7,0 J x 17 legura aluminja Performanse Vuča (cw) - 0,28 Najveća brzina (km/h) - 250 Ubrzanje 0 - 100 km/h (s) - 6,5 Ubrzanje 0 - 1,000 m (s) - 25,9 Potrošnja goriva (l/100 km) Gradska - 10,9 Izvan gradska - 6,3 Kombinirana - 8,0 Emisija CO2 (g/km) 211 Obujam spremnika goriva l (otprilike) 70                                                                                                   |
| 2007-2010 535d Dimenzije/Težina Duljina/širina/visina/međuosovinski razmak (mm) - 4841 / 1846 / 1468 / 2888 Krug okretanja (m) - 11,4 Masa neopterećenog vozila EU (kg) - 1735 Dopušteno opterećenje (kg) - 560 Najveća dopuštena masa (kg) - 2220 Dopušteno opterećenje prednje i stražnje osovine (kg) - 1070 / 1220 Kapacitet prtljažnika (l) - 520 Motor/Mjenjač Cilindri/ventili - 6/4 Obujam u ccm - 2993 Hod/promjer u mm - 90,0/84,0 Najveća snaga u kW pri 1/min - 210 (286)/4400 Najveći okretni moment u Nm pri 1/min - 580/1750-2250 Mjenjač - automatski sa 6 stupnjeva Kotači Dimenzije prednjih guma - 225/50 R17 94W Dimenzije stražnjih guma - 225/50 R17 94W Dimenzije prednjih kotača - 7,5 J x 17 legura aluminja Dimenzije stražnjih lotača - 7,5 J x 17 legura aluminja Performanse Vuča (cw) - 0,27 Najveća brzina (km/h) - 250 Ubrzanje 0 - 100 km/h (s) - 6,4 Ubrzanje 0 - 1,000 m (s) - 25,6 Potrošnja goriva (l/100 km) Gradska - 9,0 Izvan gradska - 5,4 Kombinirana - 6,7 Emisija CO2 (g/km) 178 Obujam spremnika goriva l (otprilike) 70                                                                                               |

- podaci u zagradama vrijede za modele s automatskim mjenjačem

- BMW E61
- BMW E61
- BMW E61 s M opremom

### Mjenjači, oprema i detalji
Model 535d je dolazio s 6 brzinskim automatskim mjenjačem Steptronic, ostali su dolazili s 6 ručnim mjenjačem a kao opcija neki modeli (ne xDrive) su mogli imati športski Steptronic s 6 brzina koji je imao i polugice iza volana za mijenjanje brzina.

Od opreme petica je imala praktički sve što je tada bilo moguće imati u klasi.
Xenon svjetla, adaptivna svjetla, LED svjetla, automatsko podešavanje kratkih i dugih svjetala. iDrive se mogao naručiti s raznim verzijama. Sva vrata su imala Soft Close Automatic način zatvaranja s elektromotorom. xDrive modele, aluminijske felge od 16 do 18 inča. Športska sjedala, sjedala s masažom, grijana sjedala, sjedala s memorijom koja se automatski prilagođavaju vozaču, Night vision, head up display i još mnogo stvari.

Poput svih BMW-a i petica je imala Individual inačicu.

## BMW F10
Šesta generacija, model F10/11, se proizvodi od 2010. godine. Kao i prethodne i ova je generacija bazirana na modificiranoj platformi serije 7. Novi model je veći i dizajnerski drugačiji od prethodnika. Stražnja svijetla su opet u obliku slova L, unutrašnjost je slična seriji 7 a naprijed dominiraju, kao u seriji 7, veliki bubrezi.

Tehnologija i motori su kao i sve ostalo preuzeti sa serije 7.

### Motori i modeli-Lista BMW motora
523i/528i

Osnovni benzinci su pokretani rednim 6 atmnosferskim N53 motorom. Obujam je 3 litre, ima direktno ubrizgavanje goriva ali ne i Valvetronic tehnologiju zbog manjka prostora u glavi cilindra.
535i

Za ovu inačicu je zaslužen novi N55 redni 6 turbo motor. To je i prvi BMW-ov motor koji kombinira jedan turbo, Valvetronic, Cylinder-bank Comprehensive Manifold (CCM) i direktno ubrizgavanje goriva. Od 2011. godine 535i je dostupan i s xDriveom.
550i

Kad je predstavljena E60 generacija 545i je bio najjači model sljedeće 2 godine. F10 od početka proizvodnje ima u ponudi 550i oznaku. Koristi isti motor kao i najjači modeli X5/X6 i 750i/Li odnosno N63 TwinTurbo V8 4,4 litre snage 407 ks. Od kraja 2010. godine 550i je dostupan i s xDriveom.
520d

Najslabiji model ima 2 litreni dizel snage 184 ks. Službena prosječna potrošnja s ručnim mjenjačem je 4,9 litara na 100 km. Motor je N47 koji je u proizvodnji 3 godine a za F10/11 seriju je nadograđen.
525d/530d/535d

Ostala 3 dizelaša koriste novi N57 motor u 3 inačice. Snage su 204/245/258 i 306 ks. 530d je jedini dostupan s xDriveom.

### Detaljne Specifikacije
Izvor: bmwgroup.com Pristupljeno 7. ožujka 2011.

#### Benzinski modeli
| Model |
| --- |
| 523i Dimenzije/Težina Duljina/širina/visina/međuosovinski razmak (mm) - 4899 / 1860 / 1464 / 2968 Krug okretanja (m) - 11,95 Masa neopterećenog vozila EU (kg) - 1700 (1725) Dopušteno opterećenje (kg) - 610 Najveća dopuštena masa (kg) - 2235 (2260) Dopušteno opterećenje prednje i stražnje osovine (kg) - 1070 / 1265 (1070 / 1270) Kapacitet prtljažnika (l) - 520 Motor/Mjenjač Cilindri/ventili - 6/4 Obujam u ccm - 2996 Hod/promjer u mm - 88,0/85,0 Najveća snaga u kW pri 1/min - 150 (204)/6100 Najveći okretni moment u Nm pri 1/min - 270/1500-4250 Mjenjač - ručni sa 6 stupnjeva / automatski s 8 stuonjeva Kotači Dimenzije prednjih guma - 225/55 R17 97W Dimenzije stražnjih guma - 225/55 R17 97W Dimenzije prednjih kotača - 8,0 J x 17 legura aluminja Dimenzije stražnjih lotača - 8,0 J x 17 legura aluminja Performanse Vuča (cw) - 0,28 Najveća brzina (km/h) - 238 (234) Ubrzanje 0 - 100 km/h (s) - 7,9 (8,2) Ubrzanje 0 - 1000 m (s) - 28,5 (29,0) Potrošnja goriva (l/100 km) Gradska - 10,5 (10,5) Izvan gradska - 5,9 (5,9) Kombinirana - 7,6 (7,6) Emisija CO2 (g/km) 177 (178) Obujam spremnika goriva l (otprilike) 70 |
| 528i Dimenzije/Težina Duljina/širina/visina/međuosovinski razmak (mm) - 4899 / 1860 / 1464 / 2968 Krug okretanja (m) - 11,95 Masa neopterećenog vozila EU (kg) - 1710 (1730) Dopušteno opterećenje (kg) - 610 Najveća dopuštena masa (kg) - 2245 (2265) Dopušteno opterećenje prednje i stražnje osovine (kg) - 1070 / 1265 (1070 / 1270) Kapacitet prtljažnika (l) - 520 Motor/Mjenjač Cilindri/ventili - 6/4 Obujam u ccm - 2996 Hod/promjer u mm - 88,0/85,0 Najveća snaga u kW pri 1/min - 190 (258)/6600 Najveći okretni moment u Nm pri 1/min - 310/2600-5000 Mjenjač - ručni sa 6 stupnjeva / automatski s 8 stuonjeva Kotači Dimenzije prednjih guma - 225/55 R17 97W Dimenzije stražnjih guma - 225/55 R17 97W Dimenzije prednjih kotača - 8,0 J x 17 legura aluminja Dimenzije stražnjih lotača - 8,0 J x 17 legura aluminja Performanse Vuča (cw) - 0,28 Najveća brzina (km/h) - 250 Ubrzanje 0 - 100 km/h (s) - 6,6 (6,7) Ubrzanje 0 - 1000 m (s) - 26,5 (26,6) Potrošnja goriva (l/100 km) Gradska - 10,4 (10,4) Izvan gradska - 6,3 (6,0) Kombinirana - 7,8 (7,6) Emisija CO2 (g/km) 182 (178) Obujam spremnika goriva l (otprilike) 70       |
| 535i Dimenzije/Težina Duljina/širina/visina/međuosovinski razmak (mm) - 4899 / 1860 / 1464 / 2968 Krug okretanja (m) - 11,95 Masa neopterećenog vozila EU (kg) - 1760 (1775) Dopušteno opterećenje (kg) - 610 Najveća dopuštena masa (kg) - 2295 (2310) Dopušteno opterećenje prednje i stražnje osovine (kg) - 1100 / 1275 Kapacitet prtljažnika (l) - 520 Motor/Mjenjač Cilindri/ventili - 6/4 Obujam u ccm - 2979 Hod/promjer u mm - 89,6/84,0 Najveća snaga u kW pri 1/min - 225 (306)/5800 Najveći okretni moment u Nm pri 1/min - 400/1200-5000 Mjenjač - ručni sa 6 stupnjeva / automatski s 8 stuonjeva Kotači Dimenzije prednjih guma - 225/55 R17 97W Dimenzije stražnjih guma - 225/55 R17 97W Dimenzije prednjih kotača - 8,0 J x 17 legura aluminja Dimenzije stražnjih lotača - 8,0 J x 17 legura aluminja Performanse Vuča (cw) - 0,29 Najveća brzina (km/h) - 250 Ubrzanje 0 - 100 km/h (s) - 6,0 (6,1) Ubrzanje 0 - 1000 m (s) - 25,2 (25,6) Potrošnja goriva (l/100 km) Gradska - 11,8 (11,9) Izvan gradska - 6,6 (6,4) Kombinirana - 8,5 (8,4) Emisija CO2 (g/km) 199 (195) Obujam spremnika goriva l (otprilike) 70                     |
| 535i xDrive Dimenzije/Težina Duljina/širina/visina/međuosovinski razmak (mm) - 4899 / 1860 / 1464 / 2968 Krug okretanja (m) - 11,95 Masa neopterećenog vozila EU (kg) - 1840 Dopušteno opterećenje (kg) - 600 Najveća dopuštena masa (kg) - 2380 Dopušteno opterećenje prednje i stražnje osovine (kg) - 1170 / 1310 Kapacitet prtljažnika (l) - 520 Motor/Mjenjač Cilindri/ventili - 6/4 Obujam u ccm - 2979 Hod/promjer u mm - 88,3/89,0 Najveća snaga u kW pri 1/min - 225 (306)/5800 Najveći okretni moment u Nm pri 1/min - 400/1200-5000 Mjenjač - automatski s 8 stuonjeva Kotači Dimenzije prednjih guma - 225/55 R17 97W Dimenzije stražnjih guma - 225/55 R17 97W Dimenzije prednjih kotača - 8,0 J x 17 legura aluminja Dimenzije stražnjih lotača - 8,0 J x 17 legura aluminja Performanse Vuča (cw) - 0,29 Najveća brzina (km/h) - 250 Ubrzanje 0 - 100 km/h (s) - 5,9 Ubrzanje 0 - 1000 m (s) - 25,6 Potrošnja goriva (l/100 km) Gradska - 10,9 Izvan gradska - 6,5 Kombinirana - 8,1 Emisija CO2 (g/km) 189 Obujam spremnika goriva l (otprilike) 70                                                                                         |
| 550i Dimenzije/Težina Duljina/širina/visina/međuosovinski razmak (mm) - 4899 / 1860 / 1464 / 2968 Krug okretanja (m) - 11,95 Masa neopterećenog vozila EU (kg) - 1905 Dopušteno opterećenje (kg) - 600 Najveća dopuštena masa (kg) - 2430 Dopušteno opterećenje prednje i stražnje osovine (kg) - 1195 / 1310 Kapacitet prtljažnika (l) - 520 Motor/Mjenjač Cilindri/ventili - 8/4 Obujam u ccm - 4395 Hod/promjer u mm - 88,3/89,0 Najveća snaga u kW pri 1/min - 300 (407)/5500-6400 Najveći okretni moment u Nm pri 1/min - 600/1750-4500 Mjenjač - automatski s 8 stuonjeva Kotači Dimenzije prednjih guma - 245/45 R18 96Y RSC Dimenzije stražnjih guma - 245/45 R18 96Y RSC Dimenzije prednjih kotača - 8,0 J x 18 legura aluminja Dimenzije stražnjih lotača - 8,0 J x 18 legura aluminja Performanse Vuča (cw) - 0,30 Najveća brzina (km/h) - 250 Ubrzanje 0 - 100 km/h (s) - 5,0 Ubrzanje 0 - 1000 m (s) - 23,2 Potrošnja goriva (l/100 km) Gradska - 15,4 Izvan gradska - 7,5 Kombinirana - 10,4 Emisija CO2 (g/km) 243 Obujam spremnika goriva l (otprilike) 70                                                                                  |
| 550i xDrive Dimenzije/Težina Duljina/širina/visina/međuosovinski razmak (mm) - 4899 / 1860 / 1464 / 2968 Krug okretanja (m) - 11,95 Masa neopterećenog vozila EU (kg) - 1975 Dopušteno opterećenje (kg) - 600 Najveća dopuštena masa (kg) - 2500 Dopušteno opterećenje prednje i stražnje osovine (kg) - 1250 / 1320 Kapacitet prtljažnika (l) - 520 Motor/Mjenjač Cilindri/ventili - 8/4 Obujam u ccm - 4395 Hod/promjer u mm - 88,3/89,0 Najveća snaga u kW pri 1/min - 300 (407)/5500-6400 Najveći okretni moment u Nm pri 1/min - 600/1750-4500 Mjenjač - automatski s 8 stuonjeva Kotači Dimenzije prednjih guma - 245/45 R18 96Y Dimenzije stražnjih guma - 245/45 R18 96Y Dimenzije prednjih kotača - 8,0 J x 18 legura aluminja Dimenzije stražnjih lotača - 8,0 J x 18 legura aluminja Performanse Vuča (cw) - 0,30 Najveća brzina (km/h) - 250 Ubrzanje 0 - 100 km/h (s) - 4,8 Ubrzanje 0 - 1000 m (s) - 23,3 Potrošnja goriva (l/100 km) Gradska - 16,4 Izvan gradska - 7,9 Kombinirana - 11,0 Emisija CO2 (g/km) 257 Obujam spremnika goriva l (otprilike) 70                                                                                   |

- podaci u zagradama vrijede za modele s automatskim mjenjačem

#### Dizelski modeli
| Model |
| --- |
| 520d Dimenzije/Težina Duljina/širina/visina/međuosovinski razmak (mm) - 4899 / 1860 / 1464 / 2968 Krug okretanja (m) - 11,95 Masa neopterećenog vozila EU (kg) - 1690 (1700) Dopušteno opterećenje (kg) - 610 Najveća dopuštena masa (kg) - 2230 (2235) Dopušteno opterećenje prednje i stražnje osovine (kg) - 1060 / 1275 Kapacitet prtljažnika (l) - 520 Motor/Mjenjač Cilindri/ventili - 4/4 Obujam u ccm - 1995 Hod/promjer u mm - 90,0/84,0 Najveća snaga u kW pri 1/min - 135 (184)/4000 Najveći okretni moment u Nm pri 1/min - 380/1750-2750 Mjenjač - ručni sa 6 stupnjeva / automatski s 8 stuonjeva Kotači Dimenzije prednjih guma - 225/55 R17 97W Dimenzije stražnjih guma - 225/55 R17 97W Dimenzije prednjih kotača - 8,0 J x 17 legura aluminja Dimenzije stražnjih lotača - 8,0 J x 17 legura aluminja Performanse Vuča (cw) - 0,28 Najveća brzina (km/h) - 227 (225) Ubrzanje 0 - 100 km/h (s) - 8,1 (8,1) Ubrzanje 0 - 1000 m (s) - 29,0 (29,0) Potrošnja goriva (l/100 km) Gradska - 5,9 (6,4) Izvan gradska - 4,3 (4,5) Kombinirana - 4,9 (5,2) Emisija CO2 (g/km) 129 (137) Obujam spremnika goriva l (otprilike) 70                     |
| 525d Dimenzije/Težina Duljina/širina/visina/međuosovinski razmak (mm) - 4899 / 1860 / 1464 / 2968 Krug okretanja (m) - 11,95 Masa neopterećenog vozila EU (kg) - 1765 (1780) Dopušteno opterećenje (kg) - 610 Najveća dopuštena masa (kg) - 2300 (2315) Dopušteno opterećenje prednje i stražnje osovine (kg) - 1100 / 1280 (1100 / 1285)Kapacitet prtljažnika (l) - 520 Motor/Mjenjač Cilindri/ventili - 6/4 Obujam u ccm - 2993 Hod/promjer u mm - 90,0/84,0 Najveća snaga u kW pri 1/min - 150 (204)/4000 (3750) Najveći okretni moment u Nm pri 1/min - 450/1750-2500 Mjenjač - ručni sa 6 stupnjeva / automatski s 8 stuonjeva Kotači Dimenzije prednjih guma - 225/55 R17 97W Dimenzije stražnjih guma - 225/55 R17 97W Dimenzije prednjih kotača - 8,0 J x 17 legura aluminja Dimenzije stražnjih lotača - 8,0 J x 17 legura aluminja Performanse Vuča (cw) - 0,28 Najveća brzina (km/h) - 236 (236) Ubrzanje 0 - 100 km/h (s) - 7,2 (7,2) Ubrzanje 0 - 1000 m (s) - 27,7 (27,8) Potrošnja goriva (l/100 km) Gradska - 8,1 (7,7) Izvan gradska - 5,1 (5,1) Kombinirana - 6,2 (6,1) Emisija CO2 (g/km) 162 (160) Obujam spremnika goriva l (otprilike) 70 |
| 530d Dimenzije/Težina Duljina/širina/visina/međuosovinski razmak (mm) - 4899 / 1860 / 1464 / 2968 Krug okretanja (m) - 11,95 Masa neopterećenog vozila EU (kg) - 1790 (1795) Dopušteno opterećenje (kg) - 610 Najveća dopuštena masa (kg) - 2325 (2330) Dopušteno opterećenje prednje i stražnje osovine (kg) - 1125 / 1195 Kapacitet prtljažnika (l) - 520 Motor/Mjenjač Cilindri/ventili - 6/4 Obujam u ccm - 2993 Hod/promjer u mm - 90,0/84,0 Najveća snaga u kW pri 1/min - 180 (245)/4000 Najveći okretni moment u Nm pri 1/min - 540/1750-3000 Mjenjač - ručni sa 6 stupnjeva / automatski s 8 stuonjeva Kotači Dimenzije prednjih guma - 225/55 R17 97W Dimenzije stražnjih guma - 225/55 R17 97W Dimenzije prednjih kotača - 8,0 J x 17 legura aluminja Dimenzije stražnjih lotača - 8,0 J x 17 legura aluminja Performanse Vuča (cw) - 0,28 Najveća brzina (km/h) - 250 (250)Ubrzanje 0 - 100 km/h (s) - 6,3 (6,3) Ubrzanje 0 - 1,000 m (s) - 26,5 (26,5) Potrošnja goriva (l/100 km) Gradska - 8,0 (7,7) Izvan gradska - 5,3 (5,2) Kombinirana - 6,3 (6,1) Emisija CO2 (g/km) 166 (160) Obujam spremnika goriva l (otprilike) 70                     |
| 530d xDrive Dimenzije/Težina Duljina/širina/visina/međuosovinski razmak (mm) - 4899 / 1860 / 1464 / 2968 Krug okretanja (m) - 11,95 Masa neopterećenog vozila EU (kg) - 1865 Dopušteno opterećenje (kg) - 600 Najveća dopuštena masa (kg) - 2405 Dopušteno opterećenje prednje i stražnje osovine (kg) - 1190 / 1310 Kapacitet prtljažnika (l) - 520 Motor/Mjenjač Cilindri/ventili - 6/4 Obujam u ccm - 2993 Hod/promjer u mm - 90,0/84,0 Najveća snaga u kW pri 1/min - 190 (258)/4000 Najveći okretni moment u Nm pri 1/min - 560/2000 Mjenjač - automatski s 8 stuonjeva Kotači Dimenzije prednjih guma - 225/55 R17 97W Dimenzije stražnjih guma - 225/55 R17 97W Dimenzije prednjih kotača - 8,0 J x 17 legura aluminja Dimenzije stražnjih lotača - 8,0 J x 17 legura aluminja Performanse Vuča (cw) - 0,28 Najveća brzina (km/h) - 250 Ubrzanje 0 - 100 km/h (s) - 6,1 Ubrzanje 0 - 1,000 m (s) - 25,8 (26,5) Potrošnja goriva (l/100 km) Gradska - 6,6 Izvan gradska - 5,2 Kombinirana - 5,7 Emisija CO2 (g/km) 150 Obujam spremnika goriva l (otprilike) 70                                                                                           |
| 535d Dimenzije/Težina Duljina/širina/visina/međuosovinski razmak (mm) - 4899 / 1860 / 1464 / 2968 Krug okretanja (m) - 11,95 Masa neopterećenog vozila EU (kg) - 1825 Dopušteno opterećenje (kg) - 610 Najveća dopuštena masa (kg) - 2360 Dopušteno opterećenje prednje i stražnje osovine (kg) - 1140 / 1310 Kapacitet prtljažnika (l) - 520 Motor/Mjenjač Cilindri/ventili - 6/4 Obujam u ccm - 2993 Hod/promjer u mm - 90,0/84,0 Najveća snaga u kW pri 1/min - 220 (300)/4400 Najveći okretni moment u Nm pri 1/min - 600/1750 Mjenjač - ručni sa 6 stupnjeva / automatski s 8 stuonjeva Kotači Dimenzije prednjih guma - 225/55 R17 97W Dimenzije stražnjih guma - 225/55 R17 97W Dimenzije prednjih kotača - 8,0 J x 17 legura aluminja Dimenzije stražnjih lotača - 8,0 J x 17 legura aluminja Performanse Vuča (cw) - 0,29 Najveća brzina (km/h) - 250 (250)Ubrzanje 0 - 100 km/h (s) - 5,7 Ubrzanje 0 - 1000 m (s) - 25,0 Potrošnja goriva (l/100 km) Gradska - 7,9 Izvan gradska - 5,1 Kombinirana - 6,1 Emisija CO2 (g/km) 162 Obujam spremnika goriva l (otprilike) 70                                                                              |

- podaci u zagradama vrijede za modele s automatskim mjenjačem

### Mjenjači
Mjenjači u novoj seriji 5 su ručni 6 stupnjeva i automatski 8 stupnjeva. 550i i 535d su za sada dostupni samo s automatskim mjenjačem s 8 stupnjeva.

### Specifikacije
| Motor          | Mjenjač | Snaga (KS) | Okr. moment (Nm) | Grad      | Cesta   | Kombinirano | Max. brzina | 0-100 km/h u sek. | Težina (kg) |  |
| -------------- | ------- | ---------- | ---------------- | --------- | ------- | ----------- | ----------- | ----------------- | ----------- |  |
| 523i 3,0 L N53 | 6M/8A   | 204        | 270              | 10,5      | 5,9     | 7,6         | 238/234     | 7,9/8,2           | 1700/1725   |  |
| 528i 3,0 L N53 | 6M/8A   | 258        | 310              | 10,4      | 6,3/6,0 | 7,8/7,6     | 250         | 6,6/6,7           | 1710/1730   |  |
| 535i 3,0 L N55 | 6M/8A   | 306        | 400              | 11,8/11,9 | 6,6/6,4 | 8,5/8,4     | 250         | 6,0/6,1           | 1760/1755   |  |
| 550i 4,4 L N63 | 8A      | 407        | 600              | 15,4      | 7,5     | 10,4        | 250         | 5,0               | 1905        |  |
| 520d 2,0 L N47 | 6M/8A   | 184        | 380              | 5,9/6,4   | 4,3/4,5 | 4,9/5,2     | 227/225     | 8,1               | 1695/1700   |  |
| 525d 3,0 L N57 | 6M/8A   | 204        | 450              | 8,1/7,7   | 5,1/5,1 | 6,2/6,1     | 236         | 7,2               | 1765/1780   |  |
| 530d 3,0 L N57 | 6M/8A   | 245        | 540              | 8,0/7,7   | 5,3/5,2 | 6,3/6,1     | 250         | 6,3               | 1790/1795   |  |
| 535d 3,0 L N57 | 8A      | 300        | 600              | 7,9       | 5,1     | 6,1         | 250         | 5,7               | 1825        |  |